# Der Chinese (Glauser)

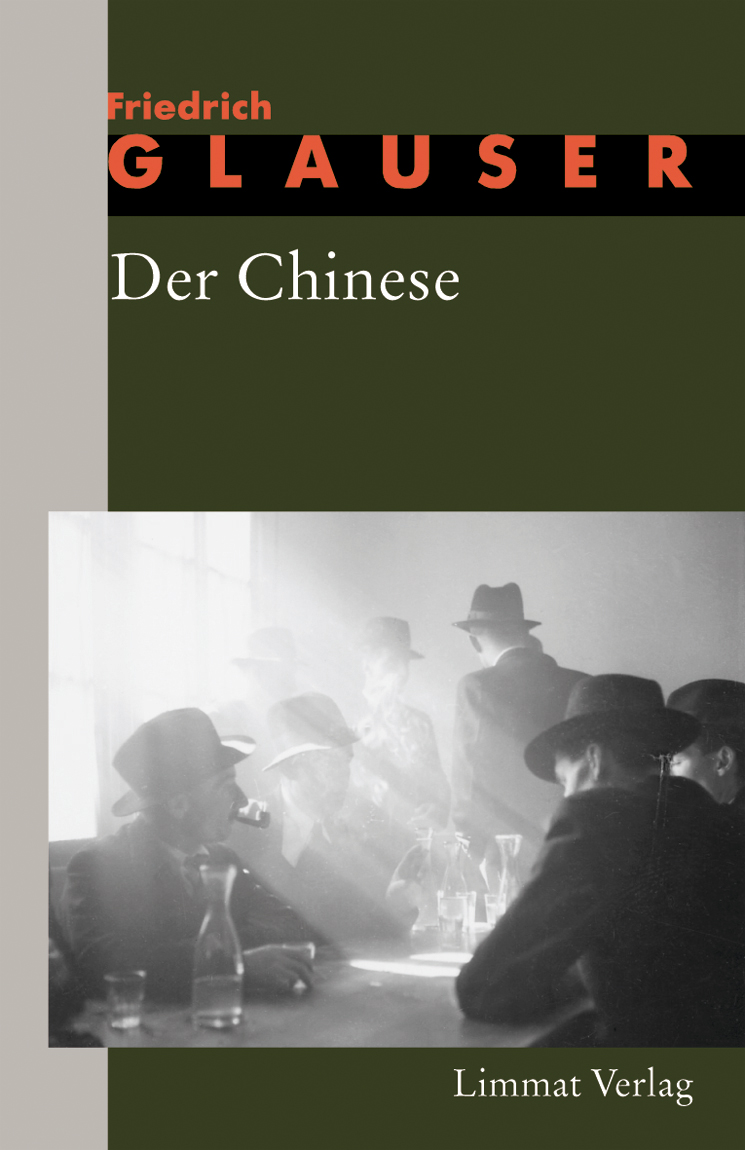
Der Chinese in der Werkausgabe des Limmat Verlages, 1995

Der Chinese ist der vierte Wachtmeister-Studer-Roman des Schweizer Autors Friedrich Glauser. In diesem Krimi, vorwiegend geschrieben im Jahre 1937, ermittelt Studer hauptsächlich in einer Armenanstalt und einer Gartenbauschule. Eine Besonderheit in der Entstehungsgeschichte des Romans ist der Umstand, dass das Original-Typoskript kurz vor dem Wettbewerbs-Abgabetermin des Schweizerischen Schriftsteller-Vereins gestohlen wurde. Innerhalb von nur zehn Tagen rekonstruierte Glauser daraufhin die Geschichte neu und erzielte mit dem Chinesen den 1. Platz.

## Romanbeginn
Studer stellte das Gas ab, stieg ab von seinem Motorrad und wunderte sich über die plötzliche Stille, die von allen Seiten auf ihn eindrang. Aus dem Nebel, der filzig und gelb und fett war wie ungewaschene Wolle, tauchten Mauern auf, die roten Ziegel eines Hausdaches leuchteten. Dann stach durch den Dunst ein Sonnenstrahl und traf ein rundes Schild: Es glühte auf wie Gold – nein, es war kein Gold, sondern irgendein anderes, viel unedleres Metall –, zwei Augen, eine Nase, ein Mund waren auf die Platte gezeichnet; von seinem Rande gingen steife Haarsträhnen aus. Unter diesem Schild baumelte eine Inschrift: Wirtschaft zur Sonne; ausgetretene Steintreppen führten zu einer Tür, in deren Rahmen ein uraltes Mannli stand, das dem Wachtmeister bekannt vorkam.

## Inhalt

### Ausgangslage

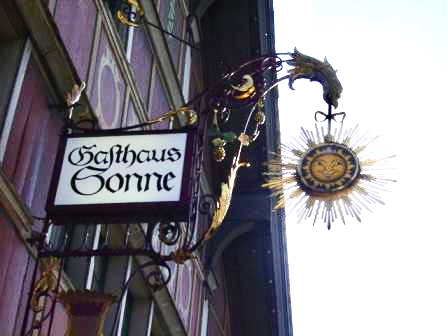
Atmosphäre Nummer 1: Gasthaus Sonne
«In Olten hatte er vergessen zu tanken. Deshalb war er damals in der Wirtschaft ‹Zur Sonne› eingekehrt…»

An einem Juniabend muss Wachtmeister Studer im Weiler Pfründisberg mit seinem Motorrad einen Zwischenstopp einlegen, um Benzin zu tanken. Dabei lernt er James Fahrni kennen, einen Weltenbummler, der auf das Ende seiner Tage wieder in die bernische Heimat zurückgekehrt ist. Der Fremde, den Studer wegen seines Aussehens insgeheim «Chinese» getauft hat, prophezeit, er werde innerhalb der nächsten Monate getötet werden. Auch die in Frage kommenden Täter scheint Fahrni schon zu kennen und stellt diese dem Wachtmeister im Wirtshaus «Sonne» unauffällig vor: Vinzenz Hungerlott, Leiter der Armenanstalt, Ernst Sack-Amherd, Direktor der Gartenbauschule und Rudolf Brönnimann, der Wirt des Lokals. Studer nimmt die Befürchtungen des «Chinesen» nicht ernst und verlässt Pfründisberg wieder, nachdem er sein Motorrad aufgetankt hat. Exakt vier Monate später muss der Wachtmeister wieder nach Pfründisberg. Auf dem Friedhof ist die Leiche von James Fahrni entdeckt worden: Mit einem Herzschuss liegt der Tote, eine Waffe neben sich, auf dem Grab der kürzlich verstorbenen Frau von Vinzenz Hungerlott. Da die Kleider des Toten keine Schusslöcher aufweisen, schliesst Studer Selbstmord aus und beginnt zu ermitteln.

### Ermittlung

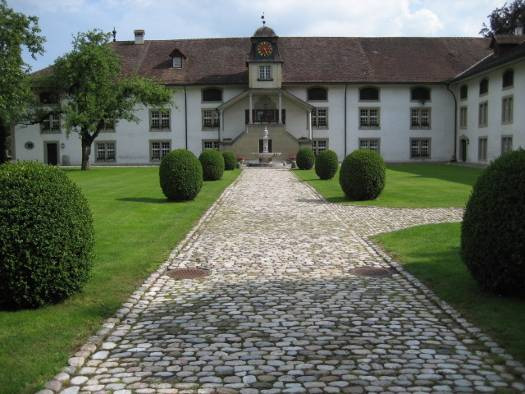
Atmosphäre Nummer 2: Armenanstalt
«Die Anstalt war ein ehemaliges Kloster, das für die Besitzlosen eingerichtet worden war. […] Studer gelangte in einen Hof.»

Pfründisberg besteht, abgesehen von zwei Bauernhöfen, lediglich aus dem Gasthof «Sonne», einer Armenanstalt und einer Gartenbauschule. Sehr schnell wird Studer klar, dass die Lösung des Falles eng mit den drei «Atmosphären», wie er die Institutionen für sich nennt, verknüpft sein muss. Am ersten Tag lernt der Fahnder unter anderem auch den Neffen von James Fahrni kennen: Ludwig Fahrni, ein unehelicher Verdingbub, dem der Ermordete sehr zugetan war. Der Wachtmeister ernennt den Burschen kurzerhand zu seinem Assistenten und bezieht mit ihm das ehemalige Zimmer des «Chinesen». Danach macht sich Studer auf, um die in Frage kommenden Täter in den drei «Atmosphären» kennen zu lernen. Zuerst besucht er Vinzenz Hungerlott im Armenhaus und beginnt daran zu zweifeln, ob die kürzlich verstorbene Gattin des Armenhausvaters, Anna Hungerlott, tatsächlich an einer Darmgrippe gestorben ist. Bestärkt wird der Wachtmeister in seinem Verdacht, als er am folgenden Tag Zeuge wird, wie ein Hahn vor seinen Augen stirbt, nachdem das Tier an der Wäsche der Toten herumgepickt hat. Eine Analyse durch den Gerichtsmediziner ergibt Arsenanteile. Diese Chemikalie wird allerdings auch in der Gartenbauschule zur Schädlingsbekämpfung verwendet. Weitere Personen rücken nun in den Fokus der Verdächtigen: Zum Beispiel würde auch der Gartenbaulehrer Paul Wottli, neben Vinzenz Hungerlott und James Fahrnis Schwester, eine beträchtliche Summe des Verstorbenen erben. Am Ende des zweiten Tages wird ein weiterer Toter aufgefunden: Im Gewächshaus der Gartenbauschule liegt Ludwig Fahrnis Bruder, vergiftet durch Blausäure. Obwohl der Schlüssel von innen steckt, und es somit wiederum nach einem Selbstmord aussieht, ist für Studer klar, dass es sich um einen weiteren Mord handelt. Notar Münch, der sich wegen der Erbschaft des «Chinesen» ebenfalls in Pfründisberg aufhält, klärt Studer schliesslich über das Testament von James Fahrni auf, und dem Wachtmeister wird plötzlich klar, wer hinter den Morden stecken muss.

### Auflösung
Am vierten und letzten Tag der Ermittlungen will Studer den wahren Täter stellen. Während eine Delegation von Behörden und Politikern das Armenhaus besucht, stellt sich heraus, dass sich der Wachtmeister und Notar Münch durch die anstehende Aufklärung des Falles in Lebensgefahr begeben haben. Doch Studer hat vorgesorgt: Durch das Eingreifen von Korporal Murmann, dem Gefreiten Reinhard und dem unerwarteten Auftauchen einer Zeugin, gelingt es, die Täter zu entlarven.

## Unstimmigkeiten

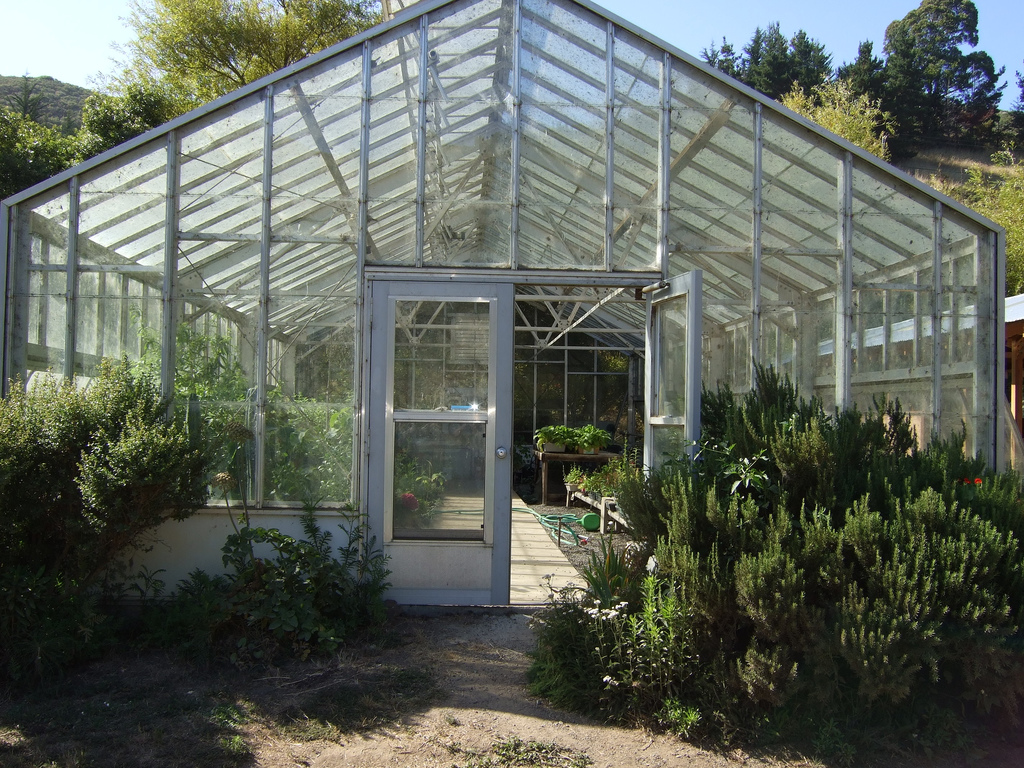
Atmosphäre Nummer 3: Gartenbauschule
«‹Wachtmeister!›, rief Ludwig Farny. ‹Wachtmeister Studer! Chömmed, chömmed! Der Brüetsch ligt im Gwächshuus!›»

Im Januar 1938 schrieb Glauser an seine langjährige Brieffreundin und Gönnerin Martha Ringier: «Eine so kompliziert-verfehlte Geschichte wie die Fieberkurve soll mir nicht mehr passieren. Ich muss meine Fabeln vereinfachen, dann kann ich mich auf wenige Menschen beschränken und jeden dann richtig hinmalen.». Glauser war sich schon lange vor diesem Zeitpunkt bewusst, dass er seine Kriminalromane klarer gestalten musste. Stets haderte er jedoch mit einer logischen Struktur, einem Plan, der sich die Handlung zu fügen hatte. Bereits 1936 gab ihm der Journalist und Freund Josef Halperin bezüglich der Fieberkurve den wohlmeinenden Rat: «Aber da ist ja die Tücke des Kriminalromans, dass alle Vorzüge schwer entwertet sind, wenn es am Ende mit seiner Aufdröselung hapert. (…) Sie [die Handlung] muss glatt aufgehen, sonst wird der Leser böse.» Auch der Publizist Friedrich Witz doppelte nach: «Es fehlt an der überzeugenden Begründung der Vorkommnisse. […] Und weil der Schluss plötzlich den Eindruck einer platzenden Seifenblase erweckt, bleibt die Enttäuschung zurück, die ich unseren Lesern nicht zumuten darf.» Trotz dieser Ratschläge unterliefen Glauser beim Chinesen erneut Logiklöcher, Widersprüche und Ungereimtheiten, welche später auch von der Wettbewerbskommission bemängelt wurden: Der Anzug von James Fahrni weist keine Einschusslöcher auf; es wird nicht klar, warum die Mörder den Toten neu einkleideten. Warum wurde die Adresse auf dem Packpapier, in dem Ernst Äbi die blutige Wäsche verpackt hat, mit einem Federmesser ausradiert? Glauser konstruiert im Gewächshaus ein klassisches Locked Room Mystery, liefert dem Leser jedoch keine überzeugende Erklärung, warum der Schlüssel von innen steckt. Weshalb versucht Hungerlott Studer beim Essen zu vergiften, obwohl niemand gewusst hat, dass der Fahnder zum Mittagessen kommt? Warum kümmert sich keiner um den toten Schüler in der Gartenbauschule? Und wieso lässt Glauser im zweitletzten Kapitel Studer vor versammelter Tischrunde den ganzen Fall auf mehreren Seiten rekapitulieren, obwohl der Leser dies alles schon weiss?
Solche Unstimmigkeiten hingen eng mit Glausers Arbeitsweise zusammen, die stets mit seinen schwierigen Lebensumständen verknüpft waren. Dass Glausers Kriminalromane dennoch so erfolgreich wurden, hatte vor allem damit zu tun, dass er ein Meister darin war, Stimmungen zu beschreiben und Atmosphäre entstehen zu lassen. Zudem gelang es ihm auch immer wieder, Schicksale prägnant und mitfühlend zu schildern wie beispielsweise der Einschub des Kapitels «Die Geschichte von der Barbara», welches für den Verlauf des Chinesen unwesentlich ist. Der Autor Erhard Jöst schreibt dazu: «Mit eindringlichen Milieustudien und packenden Schilderungen der sozialpolitischen Situation gelingt es ihm, den Leser in seinen Bann zu schlagen. […] Glauser beleuchtet die dunklen Flecken, die normalerweise absichtlich ausgeklammert werden, weil sie die vermeintliche Idylle stören.» Und der Literaturkritiker Hardy Ruoss kommt zum selben Schluss, wenn er feststellt, dass man «Glausers Kriminalromane nicht auf das kriminalistische Handlungsgerippe reduzieren kann, sondern in ihm den Sozialkritiker, den Fabulierer und Menschenzeichner, aber auch den Schilderer dichtester Atmosphären wiederentdeckt.»

## Entstehung
Insgesamt arbeitete Glauser vom Sommer 1936 bis zum Sommer 1938 an den 27 Kapiteln des Chinesen. Und ähnlich wie bei der Fieberkurve, so lag auch diesem Roman eine äusserst komplizierte und langwierige Entstehungsgeschichte zugrunde. Dazu trugen gleich mehrere Faktoren bei: Die schwierigen Arbeitsbedingungen in Angles, die gleichzeitige Arbeit an anderen Texten, die Teilnahme des Chinesen an einem Schriftstellerwettbewerb, sechs Ortswechsel (Der Chinese entstand in Angles bei Chartres, La Bernerie, Marseille, Collioure, Basel und Nervi), der Verlust des Original-Typoskripts und zuletzt ein Morphium-Entzug, währenddem Glauser einen Schädelbasisbruch erlitt, noch bevor er die Schlussüberarbeitung in Angriff nehmen konnte.

### Angles

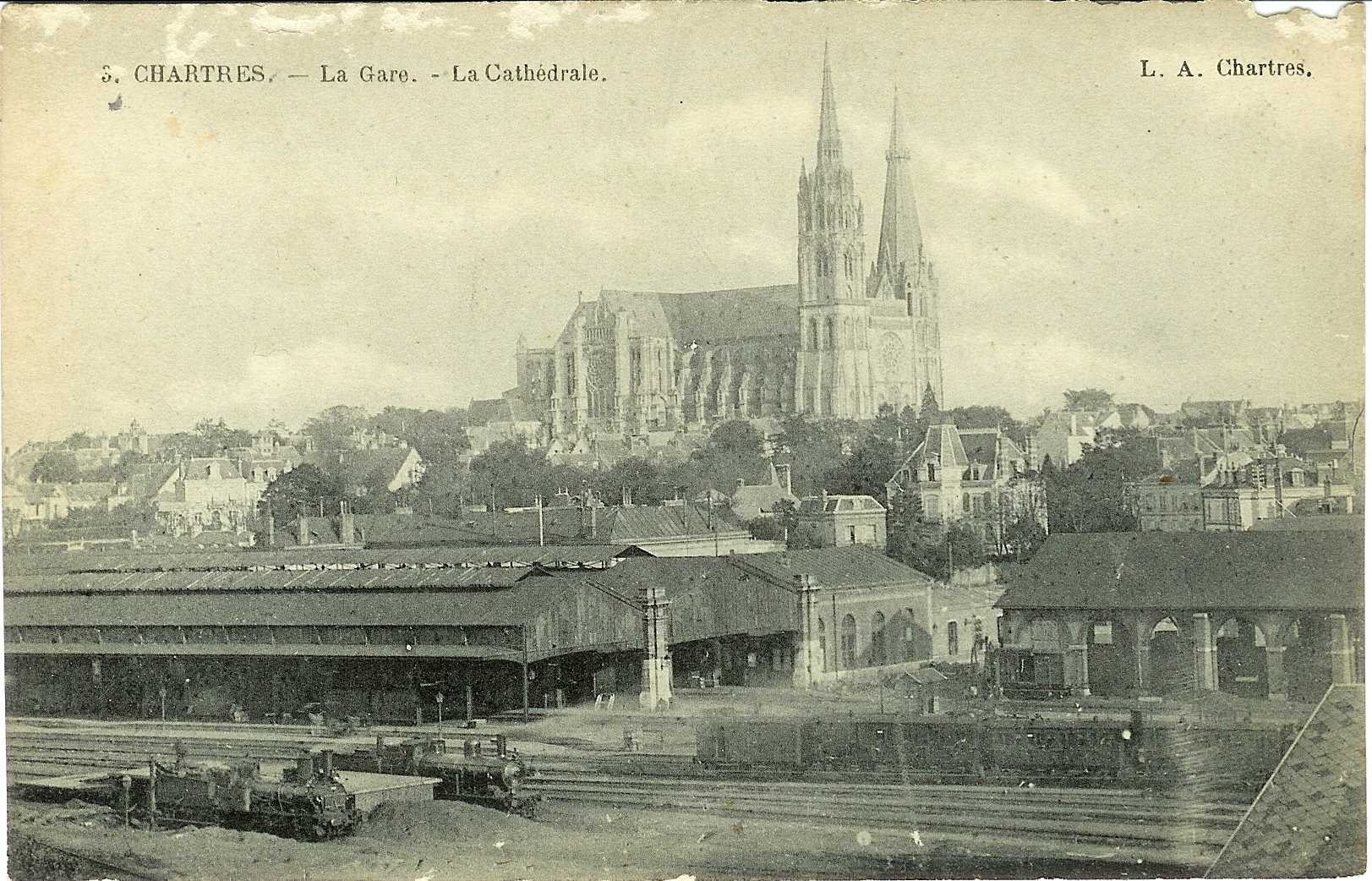
Am 1. Juni 1936 trafen Friedrich Glauser und Berthe Bendel am Bahnhof von Chartres ein

Insgesamt verbrachte Glauser acht Jahre seines Lebens in Kliniken, sechs davon alleine im Psychiatriezentrum Münsingen. Als er am 18. Mai 1936 aus der Psychiatrischen Klinik Waldau entlassen wurde, schien Glauser mit 40 Jahren endlich die lang ersehnte Freiheit zu erhalten. Mit seiner Lebensgefährtin Berthe Bendel, die er in Münsingen als Pflegerin kennengelernt hatte, wollte Glauser im Weiler Angles bei Chartres einen kleinen Hof bewirtschaften und gleichzeitig schreiben. Als Bedingung dafür musste er am 21. April der Vormundschaftsbehörde seine schriftliche Erklärung zur Eheunfähigkeit abgegeben, inklusive der Verpflichtung einer freiwilligen Rückkehr in die Heilanstalt bei einem eventuellen Rückfall in die Rauschgiftabhängigkeit. Am 1. Juni 1936 erreichte das Paar schliesslich Chartres. Von dort aus gelangten sie in den rund 15 Kilometer östlich gelegenen Weiler Angles (Gemeinde Le Gué-de-Longroi), in dem die beiden bis zum Februar 1937 blieben.
Der Traum von Freiheit und Selbstständigkeit wich im Laufe der kommenden Monate diversen widrigen Umständen. Dies begann bereits bei ihrer Ankunft auf dem «Gut», welches sie von dem Schweizer Bankier Ernst Jucker (der in Paris arbeitete) gepachtet hatten. Das baufällige Häuschen und das umliegende Stück Land waren in einem absolut desolaten Zustand; an Wohnen war kaum zu denken. Am 18. Juni schrieb Glauser diesbezüglich an seinen Vormund Robert Schneider: «Sehr geehrter Herr Doktor, ich hätte Ihnen schon früher Nachricht von mir gegeben, aber ein böses Zahngeschwür, das mir sehr zugesetzt hat, hat mich nur zu den nötigsten Gartenarbeiten kommen lassen. Die Verlotterung, in der wir das Gütchen gefunden haben, hat alle meine Erwartungen weit überstiegen. Es war nichts vorhanden. Herr Jucker hat uns ein Bett (d. h. eine Sprungfedermatratze mit Matratze) verehrt, sonst nichts. Alles andere mussten wir kaufen. Nicht einmal Gartengeräte hatte es.» In den nächsten Monaten versuchte das Paar, sich seinen Lebensunterhalt durch eine Kombination aus Selbstversorgung und literarischer Arbeit zu ermöglichen. Glauser schrieb diverse Feuilletonsbeiträge für Schweizer Zeitungen und Zeitschriften. Darunter sind auch einige Texte entstanden, welche den Alltag im Weiler Angles, dessen Bewohner und Eigenheiten beschreiben: Ein Hühnerhof (1936), Schulfest (1936), Dorffest (1936) oder Nachbarn (1937).
Am 2. Juli 1936 schrieb der Schweizerische Schriftsteller-Verein (SSV) zusammen mit dem Schweizerischen Zeitungsverlegerverein einen Wettbewerb aus. Das Thema war frei wählbar, sollte sich allerdings zum Abdruck in einer Schweizer Zeitung eignen. Die einzige Bedingung zur Teilnahme stellte die Mitgliedschaft beim Schweizerischen Schriftstellerverein dar. Glauser war aus Überzeugung kein Mitglied. Noch vor sieben Wochen schrieb er diesbezüglich an Martha Ringier: «Gell, du verlangst nicht, dass ich dem Verein beitrete? Ein Schriftstellerverein ist wie eine protestantische Kirche, es bringen mich nicht acht Pferde hinein, auch wenn mein liebster Freund drin predigt.». Trotzdem begann Glauser mit dem Gedanken an einer Wettbewerbs-Teilnahme zu spielen; er hatte auch schon eine Idee, in welcher Form. Bereits am 16. August schrieb er an Friedrich Witz: «Ich hab einen neuen Studer-Roman angefangen, der glaub ich besser wird als die ‹Fieberkurve›. […] Er wird ‹Der Chinese› heissen.» Ab dem 21. August tauchte auch der Ausdruck «Wettbewerbsroman» in seiner Korrespondenz zum ersten Mal auf. Anfang September stellte Glauser dann, trotz innerer Widerstände, einen Antrag auf Mitgliedschaft beim Schweizerischen Schriftstellerverein. Ende des Monats schrieb er an Robert Schneider: «Bitte schicken Sie mir doch Witzens Brief (den von der ‹Z.I.›) wieder zurück und auch den ‹Hühnerhof›. Auf der Rückseite stehen nämlich die Bedingungen für den Wettbewerb. Übrigens wird der Roman in einem Armenhaus, in einer Gartenbauschule und in einer Beize spielen, er wird heissen ‹Der Chinese›, und mein Freund Studer wird ihn nennen: ‹Die Geschichte der drei Atmosphären›. Jawohl.» Glauser erfuhr, dass er eine 25-seitige Werkprobe plus Werkplan abzuliefern hatte. Anhand dessen würde die Jury über die definitive Zulassung entscheiden. Für den ersten Mord im geplanten Roman bediente Glauser sich einer Szene aus der Erzählung Ein Weltuntergang aus dem Jahre 1933. Dort tauchte Studer bereits kurz auf: «In dem Orte Steffigen wurde am 25. Januar 1932 die Leiche eines älteren, wohlgekleideten Herren auf dem Friedhof des Dorfes aufgefunden. Die Gerichtskommission, bestehend aus Untersuchungsrichter Jutzeler, seinem Schreiber Montandon, Polizeiwachtmeister Studer, verfügte den Transport des Körpers in das Leichenschauhaus. […] Als Todesursache wurde ein Herzschuss festgestellt. Untersuchungsrichter Jutzeler soll sogleich geäussert haben, es handle sich hier offenbar um einen Selbstmord, obwohl Dr. Sieber ihm vorhielt, dies sei eine Unmöglichkeit: die Kleider des Erschossenen seien nicht nur unversehrt, sondern Hemd, Gilet Rock und Mantel seien von fremder Hand zugeknöpft worden, denn es sei nicht anzunehmen, dass ein Mann mit einem Herzschuss es noch vermöge, seine Kleider in Ordnung zu bringen.»

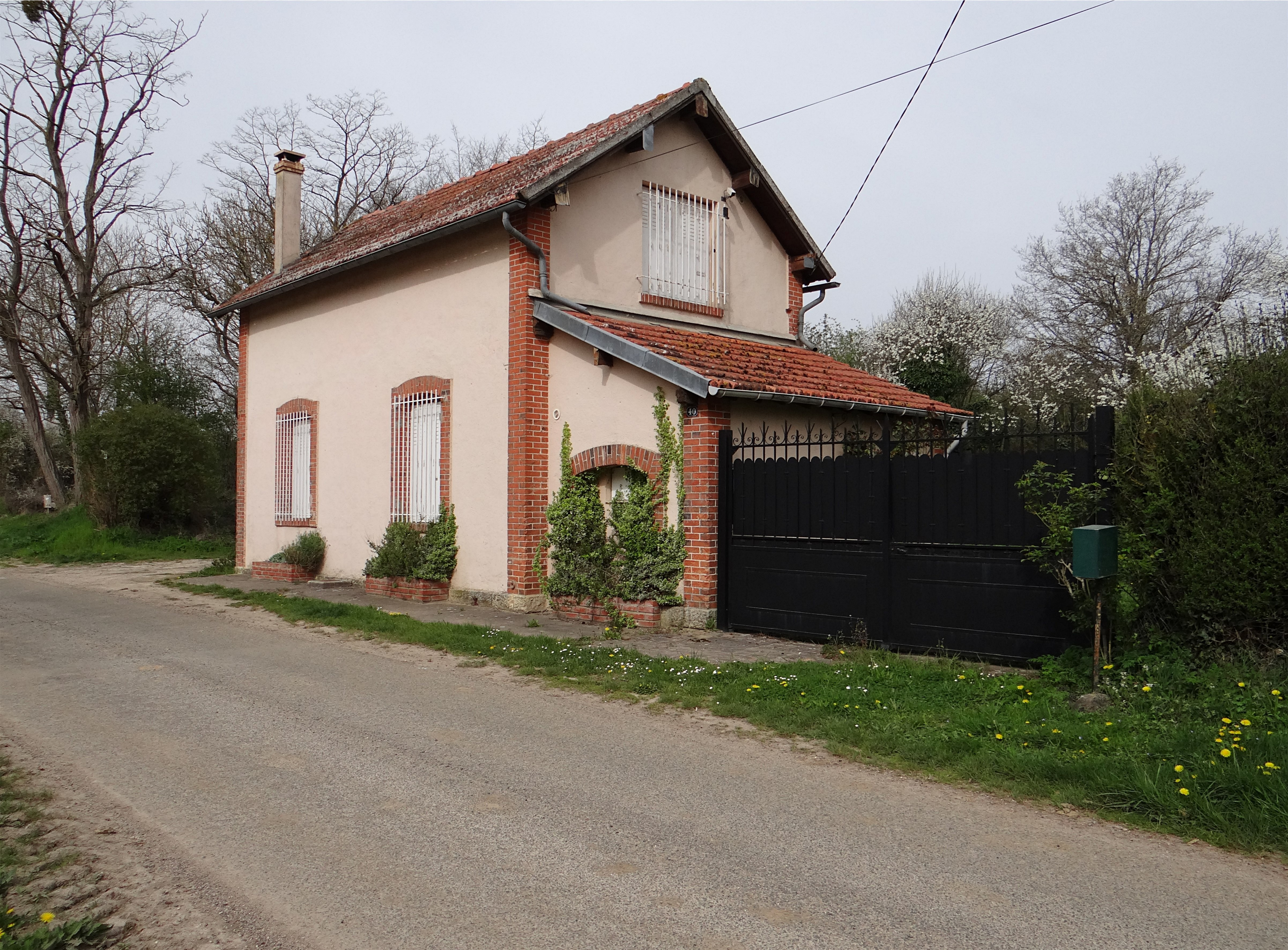
Ehemaliger Bahnhof bei Angles

Ende September erhielt Glauser den Bescheid, dass der Morgarten-Verlag Die Fieberkurve als Buch drucken würde, wenn er den Roman nochmals überarbeitete. So kam es, dass neben all den anderen Arbeiten nun Die Fieberkurve wieder ins Zentrum rückte. Einmal mehr musste sich Glauser um Ungereimtheiten und Logiklöcher in einem Roman kümmern, den er eigentlich schon längst abgeschlossen hatte. Um solch verhassten Umarbeitungen aus dem Weg zu gehen, schränkte er beim neuen Studer-Roman die Anzahl der Figuren und Handlungsorte von vornherein ein. Dieses Rezept hatte sich schon bei seinem letzten Roman Matto regiert bewährt. Beim Chinesen zog Glauser den Radius noch enger: Drei Gebäude, wenige Hauptfiguren.
Im Oktober wurde Glauser in den SSV aufgenommen und konnte somit bis zum Ende des Jahres 1936 seine Werkprobe mit dem Werkplan für den Wettbewerb einreichen. Was Glauser um den Jahreswechsel herum Kopfzerbrechen bereitete, war der Umstand, dass mit Hugo Marti auch ein Feuilletonredaktor in der Jury sass, der den Skandal um Matto regiert der Berner Regierung mitbekommen musste. Die Befürchtungen blieben indes unbegründet: Von den insgesamt 22 eingesandten Beiträgen blieben Ende Februar 1937 schliesslich fünf übrig, darunter auch Glausers Exposé zum Chinesen. Die vier Mitkonkurrenten waren: Jakob Bührer, Emil Schibli, Wolf Schwertenbach und Kurt Guggenheim (letzterer hatte nach Glausers Tod nochmals mit dessen Werk zu tun: Für die Praesens-Film schrieb er die Dialoge zur Verfilmung von Wachtmeister Studer). Alle fünf Autoren bekamen ein Handgeld von 800 Schweizer Franken und sollten nun die begonnene Arbeit bis Ende 1937 beenden.
In der Zwischenzeit wurde das Leben in Angles für Glauser und Berthe allerdings zunehmend zur Belastungsprobe: Das Wohnen im maroden Häuschen, Geldsorgen und das Klima zehrten an den Kräften der beiden. Zudem kam Glauser aus dem Kranksein nicht mehr heraus. Es starben zu dieser Zeit auch etliche Tiere, welche Berthe und Glauser seit dem Juni 1936 aufgezogen hatten, auf unerklärliche Weise. Glauser kündigte die Pacht und fuhr mit Berthe ans Meer nach La Bernerie. Am 18. März schrieb er an Martha Ringier von dort: «Wunderbar ist es, dass man hier wieder arbeiten kann: Man ist ein ganz anderer Mensch als in Angles. Dort hätte ich mich eines Tages kaputt gemacht. […] Seit langer Zeit haben wir wieder gesungen und gepfiffen. Du wirst mich auslachen – aber ich glaube, das Haus in Angles war verhext. Solche Sachen gibt es. […] Es haust irgend jemand in dem Haus, der gern allein sein möchte und alle Insassen mit Krankheiten hinausekelt.»

### La Bernerie

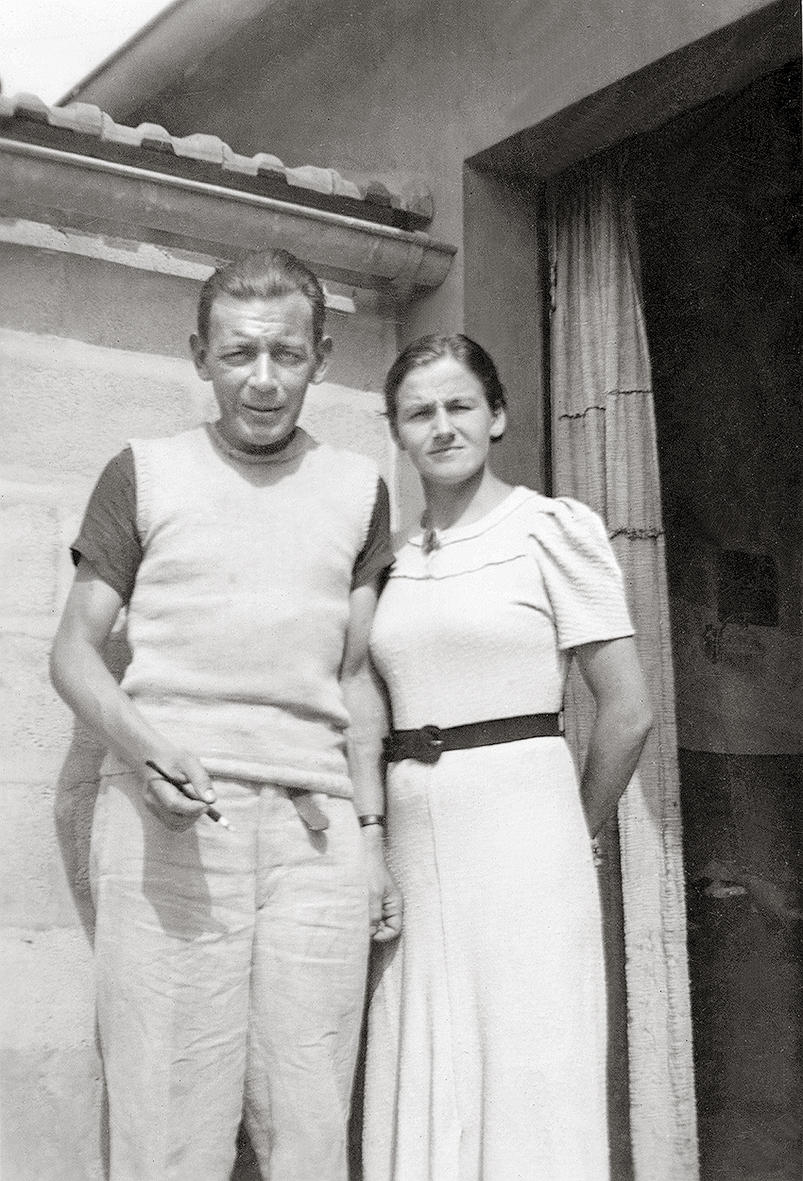
Friedrich Glauser und Berthe Bendel vor ihrem Haus in La Bernerie, Sommer 1937

Anfang März 1937 erfolgte der Umzug nach La Bernerie-en-Retz in der Bretagne. Glauser und Berthe mieteten einen Ferienbungalow, blieben dort bis im Dezember desselben Jahres und luden während dieser Zeit wiederholt Freunde und Bekannte zu sich ein. An Gotthard Schuh schrieb Glauser am 10. Mai: «Es ist mir lange genug schlecht gegangen, warum soll ich jetzt nicht ein wenig profitieren, wenn ‹just around the corner there is a little sunshine for me›? Und wenn es auch nur ein wenig ist, so hab ich ihn bezahlt, den ‹sunshine›.» In der neuen Atmosphäre wurde Glauser sehr produktiv, so dass hier der grösste Teil des Chinesen entstand. Dazwischen schob er allerdings auch immer wieder andere Arbeiten, wie zum Beispiel den vom Schweizerischen Beobachter als Fortsetzungsroman bestellten fünften und letzten Studer-Roman Die Speiche (Krock & Co.). Und noch immer stand die leidige Überarbeitung der Fieberkurve an, an der sich Glauser schwer tat. Unter dem zunehmenden Druck schrieb er im Sommer, von Zweifeln geplagt, an Josef Halperin: «Augenblicklich hab ich wieder mal den Eindruck, als stände alles auf der Kippe, der Weg mit dem Kriminalroman-Schreiben scheint mir nirgends hinzuführen. Ich möchte irgendwo hin, so weit als möglich von Europa fort, und dunkel schwebt mir etwas von freiwilligem Krankenpfleger vor. Wenn Sie in dieser Richtung etwas wissen, so schreiben Sie mir. Indochina oder Indien – Irgendwo wird man einen doch brauchen können. Denn nur Literat sein – das geht auf die Dauer nicht. Man verliert jeden Kontakt mit der Wirklichkeit.» «Studer» schien für Glauser zunehmend zur Belastung zu werden, davon zeugt auch ein Brief aus demselben Jahr, den er an eine Leserin seiner Romane schrieb: «Natürlich freut es uns immer, uns Schreiber, wenn man uns Komplimente macht – und darum freut es mich auch, dass Sie den ‹Studer› mögen. Mir geht es zwar ein wenig wie dem Zauberlehrling, Sie wissen doch: Der Mann, der mit den Sprüchen den Besen zum Leben erweckt und ihn dann nicht mehr loswurde. Ich hab den ‹Studer› zum Leben erweckt – und sollte jetzt auf Teufel komm raus ‹Studer-Romane› schreiben und schriebe doch viel lieber etwas ganz anderes.»
Mittlerweile rückte auch der Abgabetermin des Chinesen näher; es blieben nur noch zehn Wochen. Glauser machte sich erneut an die Arbeit und schrieb am 18. Oktober an Martha Ringier: «Ich habe wieder angefangen zu schreiben – an dem Wettbewerbsroman, und ich freue mich wirklich, daran weiter zu schreiben. Vorerst hab ich den ganzen eingereichten Anfang umgekeit und nun wollen wir sehen, wie es weitergeht.» Dazwischen reiste Glauser in die Schweiz zurück: Im Herbst wurde er angefragt, ob er sich mit einem kurzen Text an der Radio-Sendereihe «Länder und Völker» beteiligen wolle. Glauser sagte zu, entschied sich für die autobiographische Erzählung Kif (1937) und kam am 18. November ins Studio der Radiogesellschaft Basel, um den Text aufzunehmen. Die Originalaufnahme dieser Erzählung ist das einzige Tondokument, das es von Glauser gibt. Zu seinen Lebzeiten wurde es nicht mehr gesendet.
Ausschnitt aus Kif, gelesen von Friedrich Glauser am 18. November 1937ⓘ
Im Dezember war Der Chinese praktisch beendet; das einzige, was noch fehlte, war der Schluss. Allerdings stand ein weiterer Umzug bevor: Nachdem Glauser und Berthe die Wohnung gekündigt hatten, wollten sie nach Marseille reisen, um von dort nach Tunis überzusetzen. Der letzte Brief aus La Bernerie vom 19. Dezember vermeldete an Martha Ringier: «Ich muss unterwegs noch meinen Roman fertigschreiben – hier ist mir das Hirn eingefroren. […] Warum missraten mir immer die Schlüsse? Weiss der Himmel. Hoffentlich missrät er mir nicht beim Zeitungsroman. Bis jetzt bin ich nicht ganz unzufrieden – und Berthe auch nicht. Auf alle Fälle wird er ganz anders sein als die Romane, die meine Konkurrenten einschicken werden.» Als die beiden Marseille erreichten, zeigte es sich, dass der Plan mit Tunis infolge Passschwierigkeiten nicht zu realisieren war. Sie bezogen ein Zimmer im «Hôtel de la Poste», wo Glauser abwechselnd die kranke Berthe pflegte und höchstwahrscheinlich den Schluss des Chinesen schrieb. Nach Weihnachten entschlossen sie sich kurzerhand zur Weiterreise nach Collioure. In einem Brief (der nie abgeschickt wurde) vom 27. Dezember 1937 an Otto Kleiber schrieb Glauser: «Lieber Herr Doktor Kleiber, mit der gleichen Post schicke Ihnen ein Exemplar des Wettbewerbsromanes – und zwar nicht, um schneller zu Geld zu kommen, sondern um sicher zu sein, dass nicht alle Exemplare verlorengehen.» [Kleiber, Feuilleton-Chef der National Zeitung, hatte das Recht auf den Erstdruck des Chinesen].
Wahrscheinlich hatte Glauser geplant, im Zug nach Collioure letzte Korrekturen am Chinesen anzubringen, bevor er das im Brief erwähnte Chinesen-Typoskript unterwegs an einer Poststelle aufgeben könnte, so dass Kleiber es kurz nach Neujahr hätte. Dazu kam es allerdings nicht mehr, weil der gesamte Wettbewerbs-Roman gestohlen wurde.

### Verlust des Typoskripts

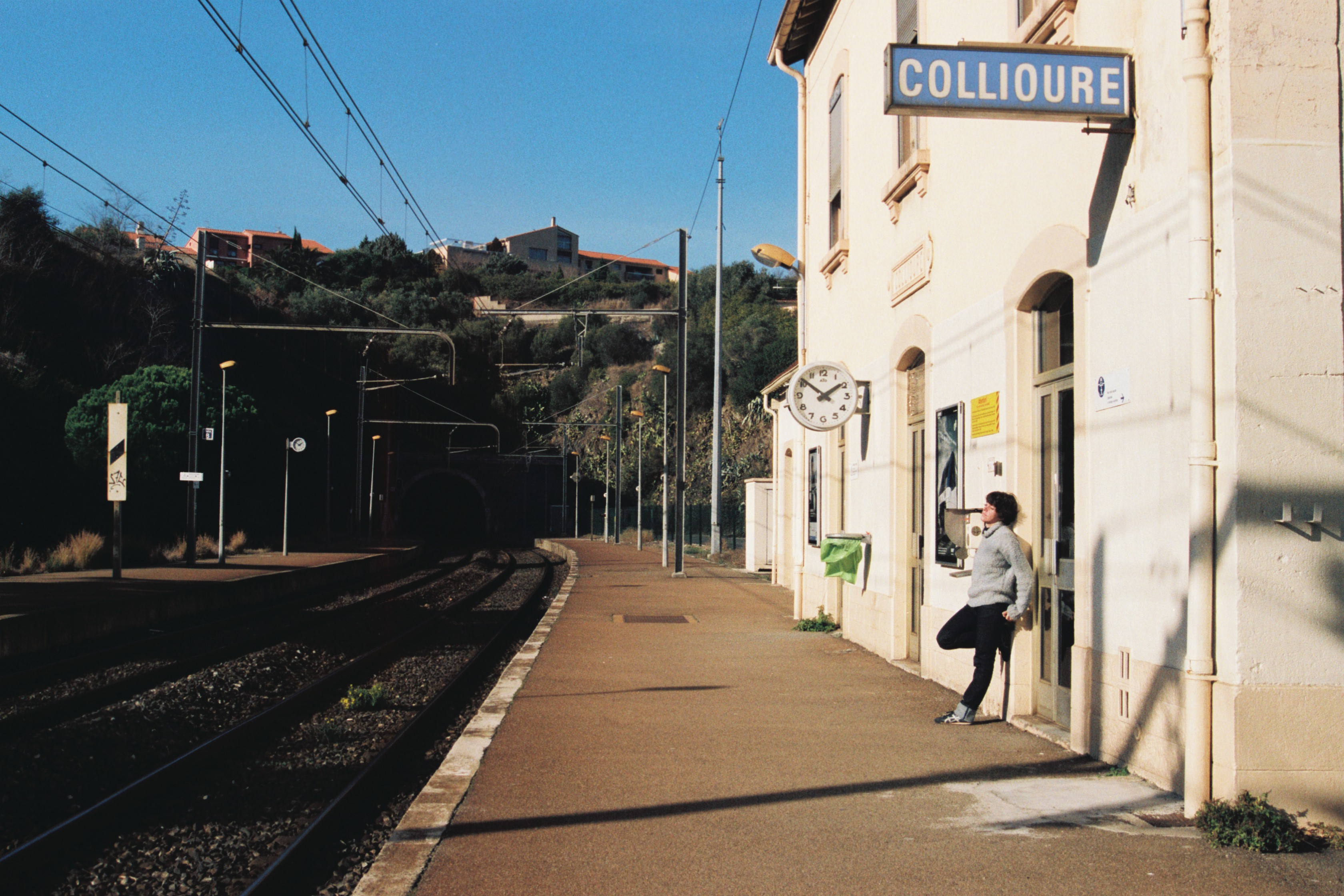
Glauser und Berthe erreichen Collioure ohne das Typoskript des Chinesen

Am 28. Dezember 1937 war der Zug von Marseille nach Collioure überfüllt von französischen Truppen, die infolge des Spanischen Bürgerkrieges auf dem Weg an die Grenze waren. Nach Glausers Angaben schliefen er und Berthe in ihrem Zugabteil ein. Als sie an Station Sète aufwachten, war die Mappe mit dem Typoskript, den Plänen und allen Notizen verschwunden. Am 1. Januar 1938 schrieb Glauser aus Collioure an Martha Ringier: «Wahrscheinlich haben irgendein paar Soldätler gemeint, sie fänden in der Mappe Spionagematerial, weil sie uns darin lesen sahen. Es gibt ja immer dumme Leute auf dieser Welt.» Ebenfalls an diesem Tag meldete er an seinen Vormund Robert Schneider: «Ich habe die drei Abschriften meines Wettbewerbromanes samt meiner Korrespondenz […] auf der Reise zwischen Montpellier und Sète verloren (vielmehr ist sie uns gestohlen worden). Trotz telegraphieren und schreiben und telephonieren ist die Mappe nicht zum Vorschein gekommen, und Sie können sich vielleicht vorstellen, in welcher Stimmung ich bin. Mit Recht werden Sie mir vorhalten, ich hätte den Roman in der Bernerie fertig machen sollen – aber ich fand und fand die letzten zehn Seiten nicht, das heisst die Schlusspointe. Und ohne eine Schlusspointe ist ein Roman wie Hasenpfeffer, den man vergessen hat zu beizen – verzeihen Sie den kulinarischen Vergleich. Ich habe an Dr. Naef und all die anderen Herren geschrieben – sie waren sehr freundlich und haben mir noch einen Monat Frist zugebilligt.» Nach dem Aufschub der Wettbewerbs-Jury, begann Glauser unter enormem Druck und unter Mithilfe von Opium, den Chinesen in Collioure neu zu schreiben. Allerdings bekam er es mit der Angst zu tun, dass die Rezepte, welche er bei verschiedenen Ärzten holte, den französischen Behörden auffallen würden und so ergriffen er und Berthe die Flucht zurück in die Schweiz.
Über den Verlust von Glausers Originaltyposkript ist viel spekuliert worden. Es tauchten im Laufe der Zeit auch immer wieder Zweifel an der Diebstahl-Theorie auf. Einen Grund für eine mögliche Lüge erklärt der Literaturwissenschaftler und Glauser-Kenner Bernhard Echte: «Somit gewinnt die Vermutung Wahrscheinlichkeit, Glauser habe aus einem unwesentlichen Verlust einen umfassenden gemacht, als er merkte, dass er den Abgabetermin 31.12. nicht würde einhalten können.»

### Komplette Neufassung in Basel

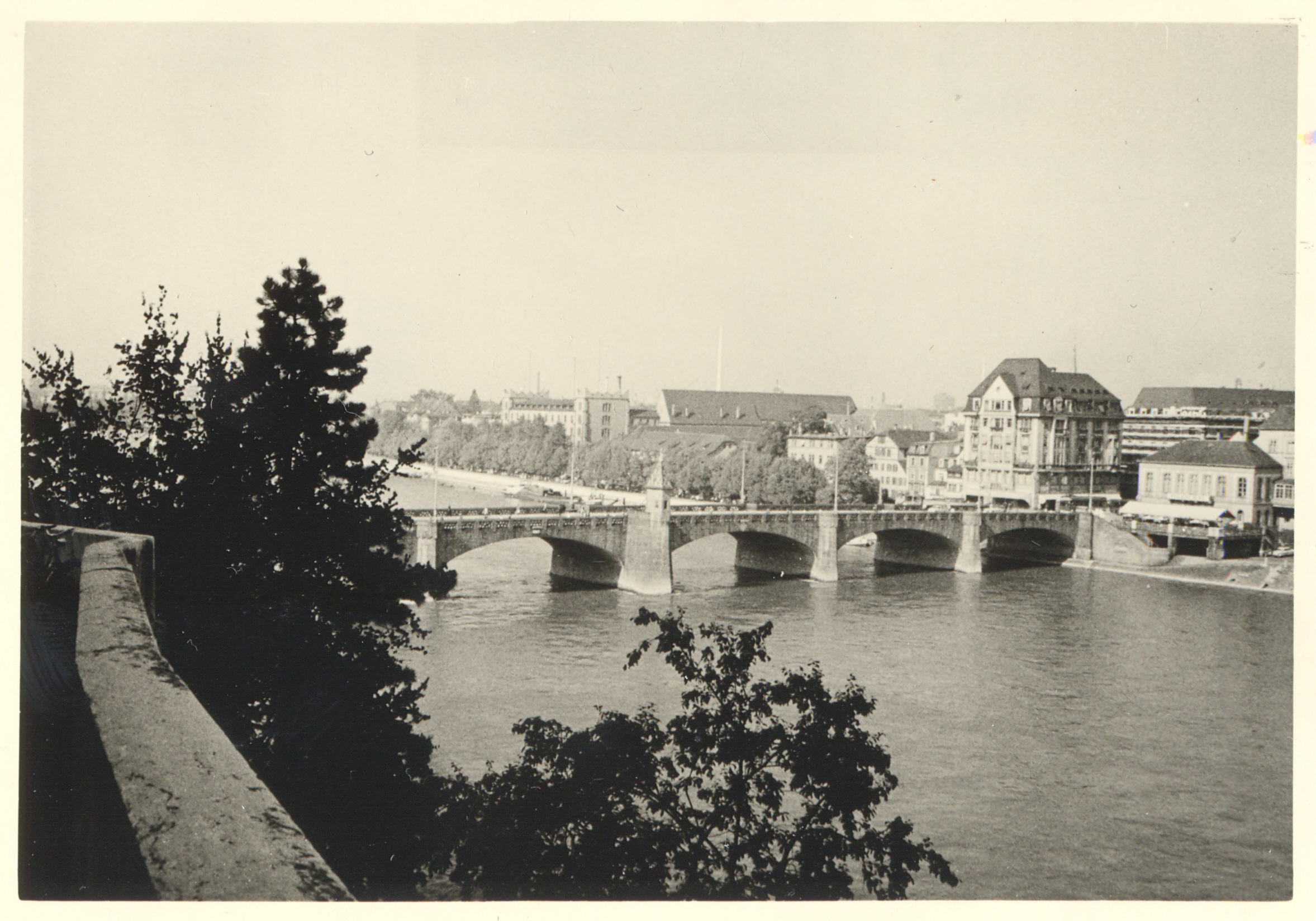
Basel, Wohnort von Martha Ringier und Entstehungsort der Neufassung des Chinesen

Die «Odyssee» in der Entstehungsgeschichte des Chinesen erreichte mit der Flucht von Collioure nach Basel einen neuen Höhepunkt. Am 8. Januar fanden Glauser und Berthe bei Martha Ringier eine Unterkunft und die nötige Hilfe, um die komplette Neufassung des Chinesen in Angriff zu nehmen. Die ganze Arbeit fand in einem extra gemieteten Zimmer neben Ringiers Wohnung statt. In den folgenden zehn Tagen diktierte Glauser vom Bett aus den ganzen Roman aus dem Kopf an Berthe Bendel und Martha Ringier. Handschriftliche Korrekturen auf dem Typoskript finden sich von Glauser und beiden Frauen. In einem Brief an Georg Gross beschrieb Glauser einen Monat später die Arbeit an der Neufassung folgendermassen: «In Basel gelang es mir dann, den Roman, der zu einem bestimmten Termin abgeliefert werden musste, innerhalb von zehn Tagen herunterzudiktieren, was eine Arbeit von acht Stunden Diktieren pro Tag bedeutete und drei Stunden Korrigieren. Ich brachte ihn dann fertig, den Roman, und war fertig nachher.» Und Martha Ringier erinnerte sich: «Es war eine qualvolle Zeit, sie lastete schwer auf Glauser. Seine Züge waren angespannt, die Stirn meist voller Furchen. Er war leicht gereizt und empfindlich. Wir beiden Frauen bemühten uns, ihm jeden Stein aus dem Weg zu räumen, und fragten uns oft nur mit unseren Blicken: Was wird die Folge dieser Überanstrengung sein?» Die Folgen dieser Tortur zeigten sich schon kurz darauf: Am 28. Januar lagen zwar dem SSV die drei neu verfassten Wettbewerbsexemplare des Chinesen vor, Glauser erlitt jedoch einen Zusammenbruch.

### Klinik Friedmatt und der 1. Preis

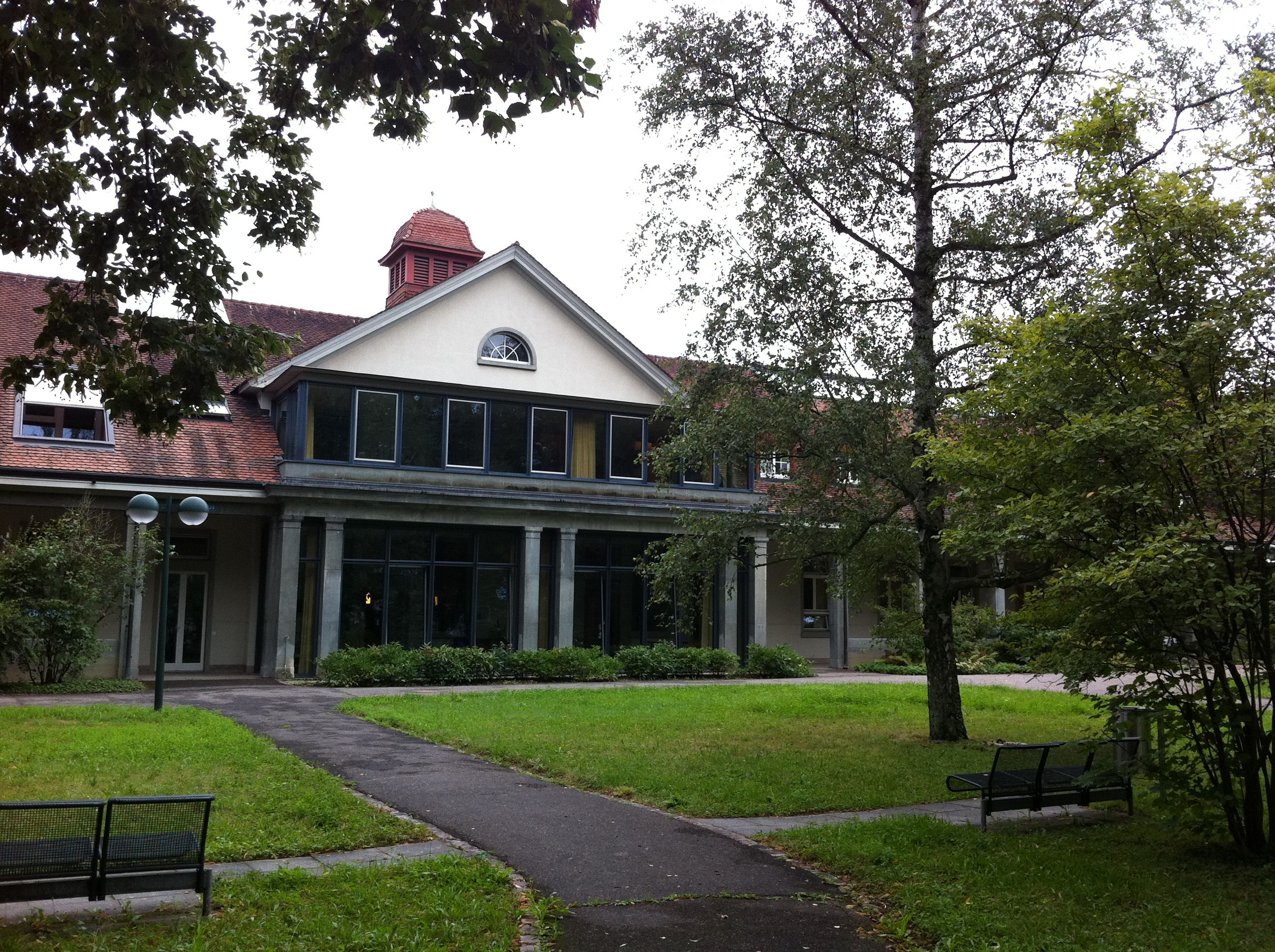
Psychiatrische Universitätsklinik Friedmatt in Basel, Unfallort von Glausers Schädelbasisbruch

Dass Glauser beim Schreiben zu Rauschgift griff, war nicht neu. Und so war es schon beinahe absehbar, dass er beim literarischen Kraftakt des Chinesen erneut in den Morphium- und Opiumkonsum zurückfallen würde. Hinzu kamen Schlafprobleme und Schlafmittel. Nach dem Zusammenbruch wurde Glauser vom 4. Februar bis zum 17. März in die Psychiatrische Klinik Friedmatt in Basel eingewiesen. Dort kam es am 15. Februar zu einem weiteren folgenschweren Zwischenfall: Glauser erlitt während einer Insulinschocktherapie eine Ohnmacht und stürzte in Baderaum mit dem Hinterkopf auf die nackten Fliesen. Die Folgen waren ein Schädelbasisbruch und ein schweres Schädel-Hirn-Trauma. Die Nachwirkungen dieses Unfalls beeinträchtigen Glauser noch bis zu seinem Tod zehn Monate später.
Am 23. Februar wurden Glausers Bemühungen und Opfer belohnt: Er erzielte mit seinem vierten Wachtmeister-Studer-Roman den 1. Preis im Wettbewerb des Schweizerischen Schriftstellervereins und gewann das Preisgeld von 1000 Schweizer Franken. Allerdings knüpfte die Jury eine Bedingung an den Sieg: Glauser sollte den Chinesen überarbeiten.

### Nachbearbeitung in Nervi

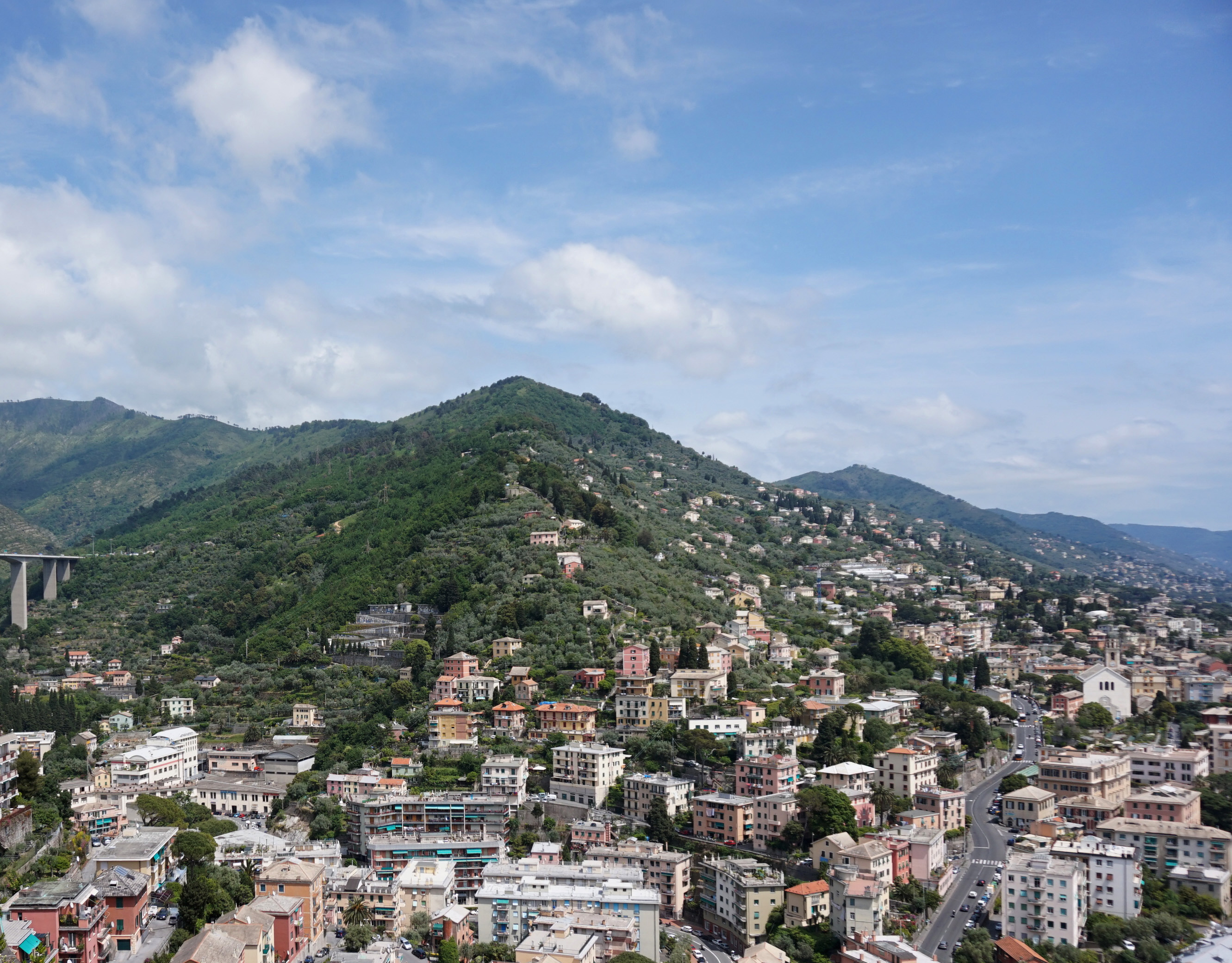
Nervi bei Genua. Glausers letzte Station

Nervi bei Genua war der letzte Aufenthaltsort von Glauser vom Juni bis Dezember 1938. In diesem halben Jahr schrieb er mehrere Seiten pro Tag an verschiedenen Texten und Projekten. So arbeitete er unter anderem auch an den Studer-Roman-Fragmenten, von denen eines gar in Angles spielen sollte. Daneben wartete aber auch Der Chinese noch auf seine Überarbeitung, welche, einmal mehr, für Glauser zu Qual wurde. Die Umarbeitungswünsche der Jury wurden mehrheitlich nicht ausgeführt und so schrieb Otto Kleiber am 13. Juli an Glauser: «Ich bin erst gestern […] dazu gekommen, Ihre Neufassung zu lesen. Auf Ihren Brief, in dem Sie schreiben, es sei ‹sehr wenig von der ersten Fassung übriggeblieben›, abstellend, glaubte ich, dass wirklich eine Umarbeitung nach den Absichten u. Vorschlägen der Jury erfolgt sei. Nun habe ich gesehen, dass in der Tat eine sehr intensive Umarbeitung erfolgte, aber im Wesentlichen nur auf das Stilistische hin, während in der Anlage u. der psychologischen Konstellation alles gleich geblieben ist. Aber gerade in dieser Richtung gingen ja die Wünsche der Jury [Beseitigung der Unwahrscheinlichkeiten und verbrauchte Motive]». Für eine weitere Umarbeitung war es allerdings zu spät, da Der Chinese bereits am 26. Juli geduckt wurde.

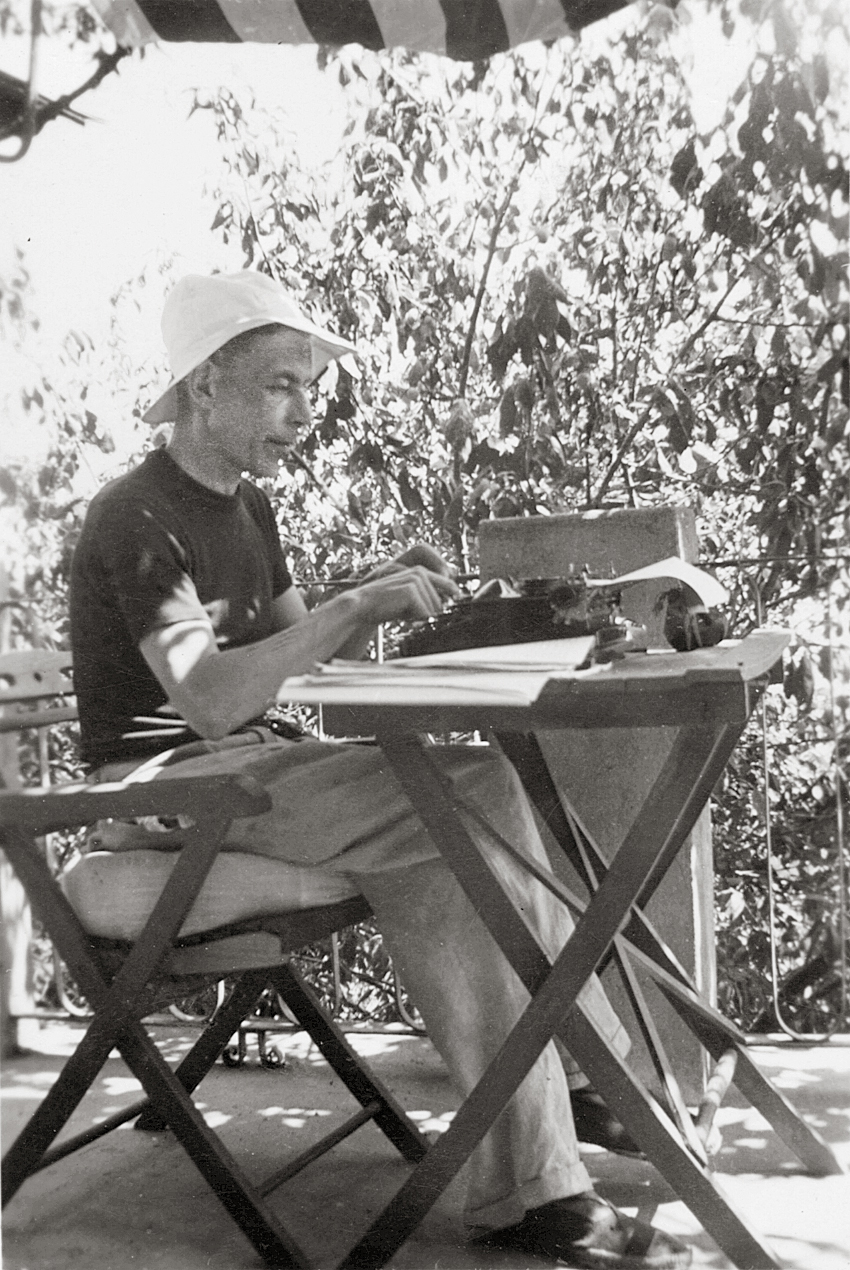
Glauser beim Schreiben in Nervi, Sommer 1938

Vier Tage nach Kleibers Brief schrieb Glauser seinem Vormund Schneider diesbezüglich: «Glücklich habe ich endlich die Umarbeitung des prämierten Romans vornehmen können und ihn in die Schweiz geschickt. Sein Abdruck wird, scheint es, nächste Woche in der ‹Nat-Ztg.› beginnen. Merkwürdig – aber mit diesem Roman habe ich eigentlich – trotz des ersten Preises, den er bekommen hat – nur Pech gehabt. Zuerst ist er mir gestohlen worden, dann hab ich ihn in zehn Tagen herunterdiktiert und konnte daraufhin in die Friedmatt. Knapp vor dem Beschluss der Jury fiel ich auf den Kopf, und daran konnte ich dann fast ein halbes Jahr herumlaborieren. Wirklich, ein paar Mal habe ich es mit der Angst zu tun bekommen – ich dachte, ich würde überhaupt nicht mehr schreiben können.» Am 23. Juli betitelte Glauser in einem Brief an Alfred Graber den Chinesen bereits als «Schundroman»: «Es sind mir einige Dinge in die Quere gekommen, die mich an einer früheren Antwort verhindert haben. Zuerst kam ich ziemlich malade hier an, dann musste ich den prämierten Schundroman (oder wenn Sie dies anständiger finden: den Zeitungsroman) umarbeiten – und dies war eine unangenehme Sache.»
Die letzten Monate in Nervi schienen sehr belastend für Glauser und Berthe gewesen zu sein, da es zunehmend an Geld und Schreibaufträgen mangelte. Davon zeugt auch ein Brief Glausers vom 4. Oktober an Max Ras vom Schweizerischen Beobachter: «Wir haben keinen Rappen mehr, unsere Heirat steht vor der Tür, wir sollten leben, und ich geh vor Sorgen ziemlich in die Brüche. […] Ich hab ausser Ihnen keinen Menschen, an den ich mich wenden kann. […] Ich weiss nicht mehr, was tun. Mein Gott, ich glaub, Sie kennen mich genügend, um zu wissen, dass ich nicht der Mensch bin, der sich gerne bei anderen einschmeichelt und partout jammert, um etwas zu erhalten. Sie wissen, dass mein Leben nicht immer rosig gewesen ist. Nur bin ich müde jetzt und weiss nicht, ob es sich lohnt, weiterzumachen.» Am Vorabend der Hochzeit mit Berthe Bendel brach Glauser unerwartet zusammen und starb 42-jährig in den ersten Stunden des 8. Dezember 1938.

## Biografischer Hintergrund

### Schauplätze
Glauser beschränkt sich in Der Chinese lediglich auf eine Ortschaft mit drei Gebäudekomplexen (inklusive Friedhof). Einer davon war eine Gartenbauschule, da er diesbezüglich über einen detaillierten Erfahrungshintergrund verfügte: Bereits von 1926 bis 1928 hatte Glauser als Hilfsgärtner gearbeitet; im März 1930 trat er gar in die Kantonale Gartenbauschule im Weiler Oeschberg im Emmental ein und schloss im Februar des folgenden Jahres mit Diplom ab.

#### Oeschberg

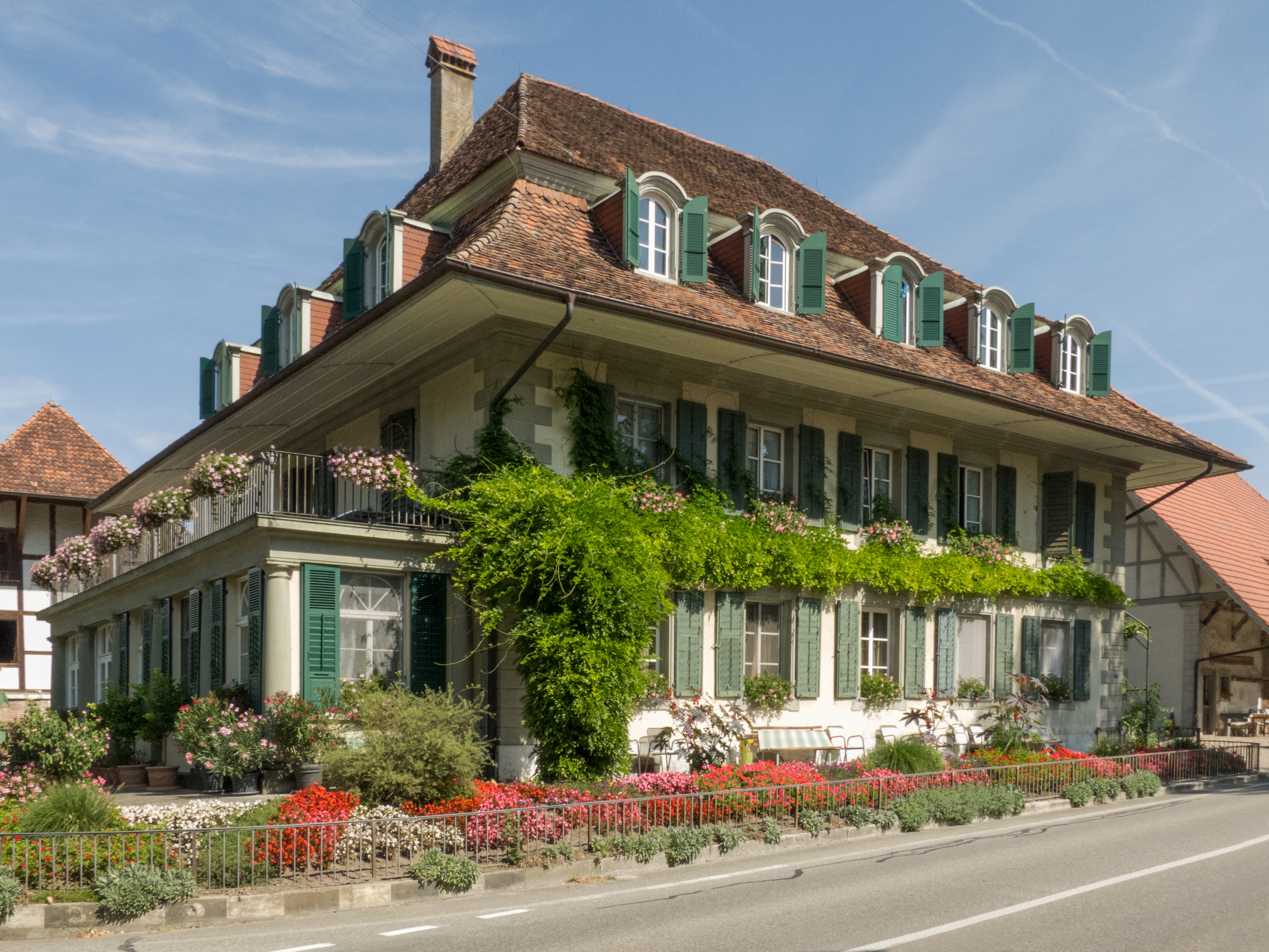
Glausers reales Vorbild für das Armenhaus: Das Dienstbotenheim Oeschberg (ehemaliger «Gasthof zur Sonne»)

Die Erfahrungen in Oeschberg gestaltete Glauser in seinem vierten Studer-Roman detailliert zu einem Hauptschauplatz und Tatort um. So änderte er den realen Ortsnamen der Gartenbauschule in das fiktive Pfründisberg. Als Vorbild für das Armenhaus diente Glauser das Altersheim am Waldrand östlich der Gartenbauschule; dieses Gebäude war bis 1880 ein Wirtshaus, das sich «Gasthof zur Sonne» nannte. Den Namen übernahm Glauser dann auch für die Dorfbeiz im Krimi. Im Roman wird auch mehrmals das zwei Kilometer entfernte Gampligen erwähnt; dahinter verbirgt sich die (ebenfalls zwei Kilometer entfernte) Ortschaft Koppigen.

### Figuren
Für den Chinesen hat Glauser sehr wenig Figuren aus seinem Bekanntenkreis entlehnt. Eine davon war der Lehrer Kienli von der Gartenbauschule Oeschberg; dieser diente als Vorbild für den Lehrer Paul Wottli. Und hinter dem Schülernamen Walter Amstein versteckte sich Leo Amstein, ein Mitpatient Glausers 1920 in der Psychiatrischen Klinik Burghölzli.

#### Martha Ringier
Ein besonderes Augenmerk verdient die geschwätzige und wohlhabende Baslerin Frau Wottli, die Mutter des Gartenbaulehrers an der Aarbergergasse 25 in Bern: Die ältere Frau in der bürgerlich-biederen und peinlich sauberen Wohnung beschreibt Glauser mit weissen Haaren und faltenlosem Gesicht, deren Redefluss im Basler Dialekt nichts dämmen konnte. Studer brummt der Kopf schon nach kurzer Zeit. Diese Figur hat einige Ähnlichkeiten mit Martha Ringier (1874–1967), welche in der St. Alban-Anlage 65 in Basel wohnte, alleinstehend war und ab 1935 die mütterliche Freundin und Förderin von Glauser wurde. Ringier verstand ihr Leben im Dienst der Literatur (1924 vermietete sie eine Wohnung an Hermann Hesse, wo dieser seine Arbeit am Steppenwolf begann) und verfasste selbst Gedichte und Erzählungen. Daneben arbeitete sie als Redaktorin für die Familienzeitschrift Die Garbe, den Schweizerischen Tierschutzkalender und betreute die Reihe Gute Schriften. In diesem Zusammenhang und durch ihre Beziehungen zum Verlagswesen, vermittelte sie auch wiederholt Glausers Texte an diverse Zeitungen und Zeitschriften. Glauser hatte bereits in der Fieberkurve eine ähnliche Figur wie diejenige der Mutter Wottli beschrieben: Sophie Hornuss, die an Gasvergiftung stirbt, war eine reiche, einsame und auch geldgierige Frau. Dass die beiden Porträts der alten und alleinstehenden Damen nicht sehr vorteilhaft ausfielen, hat damit zu tun, dass zur Entstehungszeit des Chinesen in La Bernerie die Differenzen zwischen Glauser und Ringier ihren Höhepunkt erreichten, da er ihr noch eine Erzählung schuldig blieb und vor allem Geld schuldete.
→ Detailliertes Kapitel: Glauser und Martha Ringier

#### Ein Hahn namens Hans
Autobiographischen Raum gab Glauser auch einem Tier: «‹Hansli!› rief die Wäscherin. Der Hahn trottete näher, versuchte zu krähen, schüttelte sich – und begann an den Leintüchern zu picken, die auf dem Boden lagen. […] Das Hähnlein, das in der schmutzigen Wäsche herumgepickt und mit seinem spitzen Schnabel Studers Fund bearbeitet hatte, fiel um. Von unten her schob sich sein Lid übers Auge, schwach krächzte der Hansli, streckte die Krallen – und dann war er tot.» Das literarische Hinscheiden des Hahnes hatte eine besondere Bewandtnis: Nachdem Glauser bereits in der Fieberkurve ein Maultier porträtiert hatte, beschrieb er im Chinesen nun einen Hahn, der unverkennbar eine Rolle im Haushalt von Glauser und Berthe in Angles gespielt hatte. In seinem Kurztext Ein Hühnerhof aus dem Jahre 1936 beschreibt er, wie sie das Tier fanden, in ihren Hühnerhof integrierten und philosophiert im Weiteren über das allzu menschliche Verhalten der Tiere: «Wir haben auf einem Sonntagsspaziergang ein verloffenes Küken aufgelesen. […] Ja, ich hatte das Tier Hans genannt, bevor ich noch über seine Geschlechtszugehörigkeit Bescheid wusste. […] Hans aber ist eine einfache Natur – ein Proletarier. Ihm geht das Intellektuelle Getue der Enten auf die Nerven. […] Ein Hühnerhof ist eine instruktive Angelegenheit. Sie regt an zu Philosophie und Bescheidenheit.» Weiter kommt Glauser zur Erkenntnis, «dass wir vergebens die Schranke aufgerichtet haben zwischen Mensch und Tier, zwischen Mensch und Tier und Pflanze» (das Feuilleton erschien durch Vermittlung von Martha Ringier am 21. August 1936 in der National-Zeitung).
Im Sommer 1936 brachte Glauser dem Hans auch Kunststücke bei; am 15. August schrieb er dazu an Martha Ringier: «Das Wetter ist schön, ich hab dem Hans heut das Seiltanzen gelehrt, auf dem Wäscheseil, er ist ein wenig ungeschickt, aber sonst gelehrig. Und wenn alles schiefgeht, tret ich im Küchlin als Hühnerdresseur auf – der junge Schweizer Schriftsteller, dessen Namen man sich wird merken müssen, in einer Solonummer, umgeben von seinem Hühnerschwarm. Wenn das nicht zieht!» Von Glausers «Hühnerdressur auf dem Seil» existiert ein Foto, das unter anderem auch in der Publikation «Friedrich Glauser. Erinnerungen» abgedruckt ist.

### Erlebnisse
Da Glauser zeit seines Lebens nicht von seiner literarischen Tätigkeit leben konnte, stellte sich bei ihm auch wiederholt der Wunsch nach Selbstständigkeit durch einen Beruf ein. Einen Berufszweig, den er während Jahren verfolgte und schliesslich in einem Jahreskurs abschloss, war derjenige des Gärtners.

#### Gärtnerei

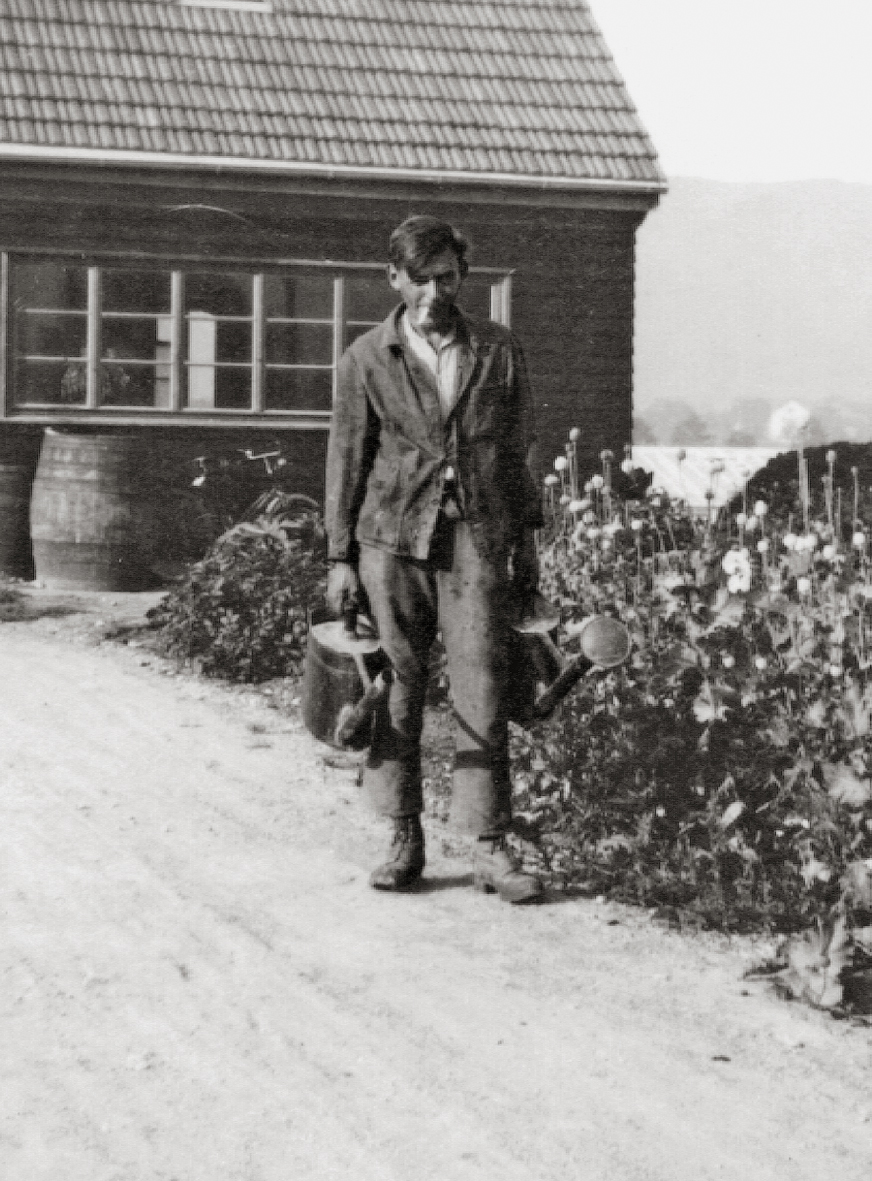
Friedrich Glauser in der Gartenbauschule Oeschberg, 1930/31

Zum ersten Mal arbeitete Glauser als Handlanger vom Juni 1926 bis zum März 1927 in Liestal bei Jakob Heinis Gärtnerei. Diese Erfahrung baute Glauser in seinen ersten Wachtmeister-Studer-Roman ein («Baumschule Ellenberger» in Schlumpf Erwin Mord). Im April 1927 begann er die Psychoanalyse bei Max Müller, welche rund ein Jahr dauerte; während dieser Zeit arbeitete er in der Gärtnerei Jäcky in Münsingen. Am 1. April 1928 trat er eine Stelle als Hilfsgärtner in Riehen bei Rudolf Wackernagel, einem Sohn des gleichnamigen Historikers, an; damals lebte er mit seiner damaligen Freundin Beatrix Gutekunst zusammen an der Güterstrasse 219 in Basel.  Im September 1928 wechselte er die Stelle zur Handelsgärtnerei E. Müller in Basel, wo er bis Dezember 1928 tätig war. In der Kurzgeschichte Baumschulen (1934) hatte Glauser seine frühesten Erlebnisse in Gärtnereien zum ersten Mal literarisch verarbeitet.
Im März 1930 trat Glauser dann in die Kantonale Gartenbauschule im Weiler Oeschberg ein. Vermittelt hatte dies Max Müller, der dabei auch vereinbart hatte, dass Glauser kontrolliert Opium beziehen durfte, ohne dabei straffällig zu werden. Emil Weibel, ein ehemaliger Gartenbaulehrer, erinnerte sich 1975 im Dokumentarfilm Betrifft Friedrich Glauser – Eine Ermittlung: «Glauser kam im Frühling 1930 als Jahresschüler hierher. Man wusste weiter nichts von ihm. Im Laufe der Zeit stellte sich dann heraus, dass er weit in der Welt herumgereist war. Vom Direktor erfuhren wir, dass er Schriftsteller war, Romane schrieb. In der freien Zeit am Abend schrieb er, immer rauchend. Wahrscheinlich damit er Ideen für einen Krimi hatte, brauchte er Rauschgift.» Glauser selbst beschrieb das Oeschberg-Jahr in Briefen an seinen Freund aus den Asconeser Tagen, Bruno Goetz, als eher qualvolle Zeit. Im November 1930 berichtete er: «Nachher bin ich wieder in der Gartenbauschule. Ich habe das Martyrium auf mich genommen, weil ich 's notwendig fand und ich neben dem Schreiben Arbeit an frischer Luft brauche. Die richtige Verbindung der beiden habe ich aber bis jetzt noch nicht gefunden.» In den zwei weiteren Briefen vom Februar 1932 schrieb er: «Auch ist mir die Gesellschaft, mit der ich ein Jahr zusammen war, in Grund und Boden verekelt. Nun, nur noch drei Wochen, Gott sei Dank.» Und: «Ich zähl die Tage bis zum Schluss. Etwas hab ich ja gelernt, wenn's auch nicht viel ist, aber doch soviel, dass ich mich halbwegs über Wasser halten kann, wenn's Schreiben nicht langt. Und bei dem verhungert man ja.» Im Februar 1931 schloss Glauser dann mit einem Diplom ab. Zwei Monate später schrieb Max Müller an Glauser: «Jedenfalls ist es sehr schön, dass Sie trotz allem noch den Oeschberg fertig machen konnten. […] Ich halte das für eine Kraftleistung, zu der Sie früher sicher nicht fähig gewesen wären, und gratuliere Ihnen nachträglich noch wirklich herzlich zum Examen.»
Im Chinesen trifft der Leser auf etliche Fachausdrücke des Gärtnerberufs. Da ist die Rede von «Krauterer» [eine Berufsbeleidigung], Düngerlehre oder Baumschnitt, wenn Lehrer Wottli doziert: «Beim Pyramidenschnitt habt ihr vor allem darauf zu sehen, dass die Konstruktion, dass der Aufbau des Baumes nicht leidet.» In Glausers erhaltenem Schulheft gibt es einen Eintrag «Obstkultur und Obstverwertung» mit Skizze und Beschreibung des Pyramidenschnittes. Auch Chemie und Gifte wie Uspulun als Beizmittel für Cyklamensamen spielen bei der Ermittlung eine Rolle; zu Giftstoffen hat sich ebenfalls ein Heft von Glauser erhalten: «Schädlinge und Krankheiten des Obst- und Gemüsebaus». Im Roman sagt Wottli zu Studer: «Ich schlug ihm vor, einen Wettbewerb zu machen – unter meinen Schülern. Jeder sollte einen Plan zeichnen, für den besten sollte es einen Preis geben von fünfhundert Franken.» Die Idee des Wettbewerbes hatte Glauser ebenfalls der Realität entlehnt; am 27. April 1930 schrieb er an seinen ersten Vormund Walter Schiller: «Wir haben jeden Monat einen Wettbewerb abzuliefern, der mit Punkten bedacht wird. […] Wir haben schon einen hinter uns, und ich war Dritter mit 26 Punkten und ganz zufrieden. Ich hatte etwas Neues versucht, und es ist so halb gelungen. Zum guten Gelingen fehlt mir eben noch die Übung. Aber einen Plan zu entwerfen ist ebenso interessant wie eine Novelle zu schreiben, finde ich.»

## Publikationen

### Zeitungen

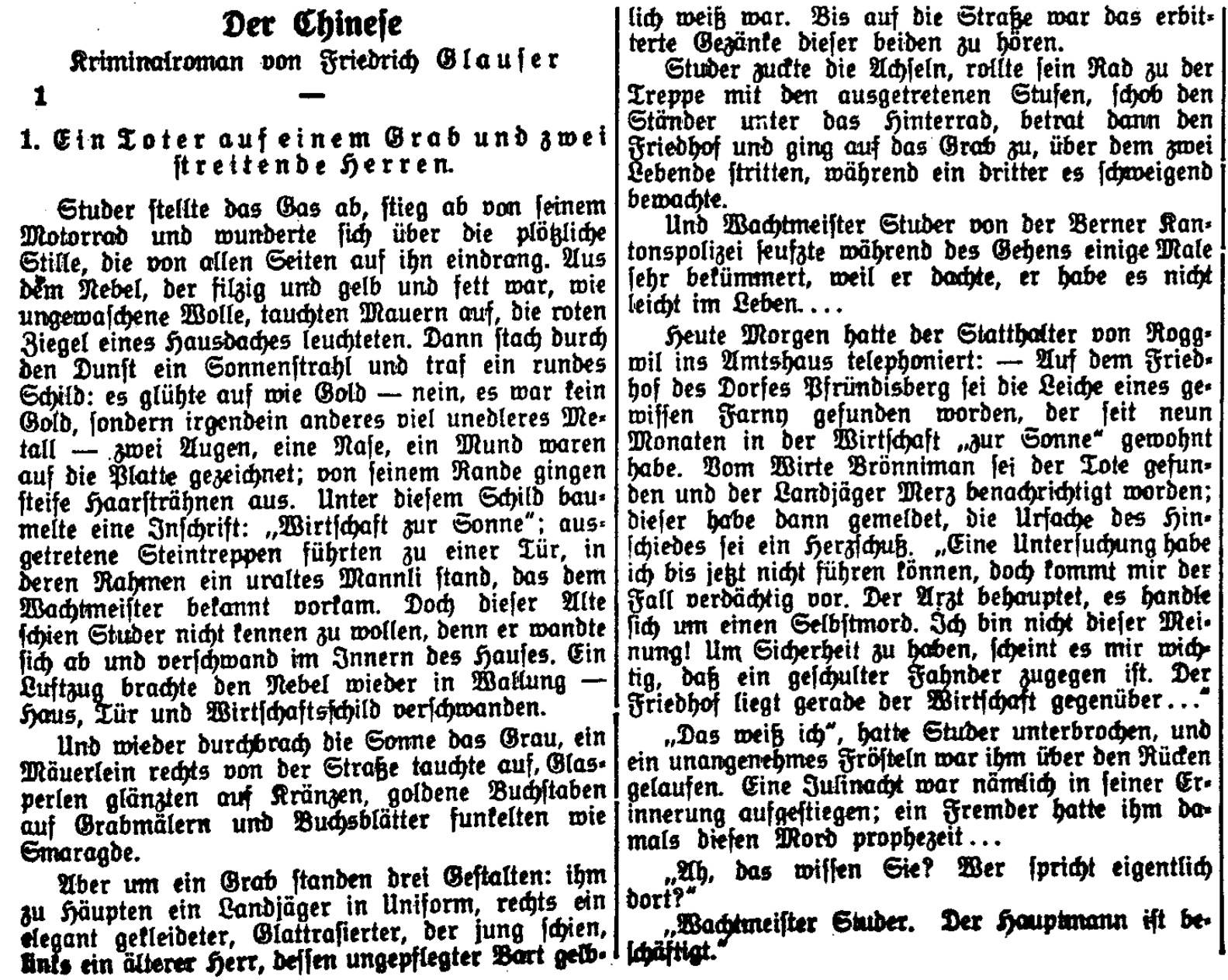
Erste Folge von Der Chinese in der National-Zeitung vom 26. Juli 1938 (Ausschnitt in Frakturschrift)

Vom 26. Juli bis zum 13. September 1938 erschien Der Chinese als Erstdruck in der National-Zeitung; Otto Kleiber, Feuilleton-Chef der Zeitung, hatte das Recht auf den Erstdruck der Fortsetzungsgeschichte in 42 Folgen. Bereits eine Woche nach der National-Zeitung begann die Thurgauer Zeitung mit dem Abdruck. Insgesamt erschien Der Chinese in sechzehn deutschschweizer Tageszeitungen.

### Buchausgaben
Der Buchausgabe des Chinesen erging es wie den Romanen Gourrama, Die Speiche und Der Tee der drei alten Damen: Sie alle erschienen erst nach dem Tod Glausers. 1939 druckte der Morgarten-Verlag als erster den Chinesen, 1957 erschien er in der Sphinx-Krimireihe der Büchergilde Gutenberg und 1970 in der Werkausgabe des Arche Verlags.

### «Der Chinese» auf chinesisch
1995 übersetzte der Chinese Wen-huei Chu, ein taiwanesischer preisgekrönter Autor, Glausers Krimi ins Chinesische. Chus Übersetzung war es schon zu verdanken, dass Georges Simenons «Maigret» in Taiwan ermittelt. Bei Glauser getaltete sich die Übertragung allerdings weitaus schwieriger. Chu im Nachrichtenmagazin Facts: «Was um Himmels willen heisst bloss ‹Finger ab de Röschti›? stöhnt Wen-huei Chu an seinem Schreibtisch. […] Für Ausdrücke wie ‹Bätziwasser› oder ‹Tschugger› will die chinesische Entsprechung auch erst gefunden sein, vorzugsweise im kantonesischen oder taiwanesischen Dialekt, der dann Studers Berndeutsch entspricht. Manchmal gibt es diese Entsprechung aber nicht. Dann bleibt nur die Umschreibung. Seite um Seite der Übersetzung spuckt Chus Notebook-Computer aus. […] Friedrich Glauser? Auch den Namen musste Chu übertragen und in Zeichenschrift fassen. Nur gibt es im Chinesischen weder ein r noch ein rauhes ch, und jeder einzelne Konsonant paart sich mit einem Vokal. So heisst der Schweizer Autor halt Fu-li-dö-li-si Gö-lau-sö.»

## Rezeption
Der Chinese war bei seinem Erscheinen (in den Zeitungen wie auch als Buchausgabe) sehr erfolgreich. Der Bund schrieb beispielsweise: «Es sei festgehalten, dass das Buch nicht etwa von einem wirklichen Chinesen handelt und daher auch nicht in fernen Orient spielt, sondern der ‹Chinese› ist der Spitzname für einen heimgekehrten Auslandsschweizer, dessen geheimnisvoller Tod den Kern- und Ausgangspunkt der geschickt behandelten Fabel ist. Ausser dem uns bereits lieb gewordenen Studer sind alle Figuren aus so bodenständigem Material geschaffen; sie handeln und sprechen so lebendig und ungekünstelt, dass man das Buch nicht nur in äusserster Spannung geradezu verschlingt, sondern es noch ein zweites Mal bedächtig liest, um all seine psychologischen und kriminalistischen wie auch sprachlichen Eigenarten in Ruhe geniessen zu können. Kann man von einem Kriminalroman mehr verlangen? Wir glauben nicht.»

## Verfilmung
1979 wurde Der Chinese in einer Koproduktion der Bavaria Film und des Schweizer Radio und Fernsehens unter der Regie des Filmregisseurs Kurt Gloor verfilmt. Im Nachwort von Hannes Binders Knarrende Schuhe erzählt Gloor, wie er Glauser entdeckte: «Ich erinnere mich, mit wie grosser Lust auch ich die Glauser-Geschichten las, damals, vor zwölf Jahren, als ich sie alle hintereinander in mich hineinschlürfte. Besoffen war ich von den bilderstarken Geschichten, von Glausers Genauigkeit im Detail und von seinen exakten Beschreibungen von Stimmungen, Situationen und Figuren. Er hatte es mir angetan, dieser wunderbare Erzähler, dieser scharfsinnige Menschenbeobachter, der die Welt seiner Figuren kennt – aus eigener, bitterer Erfahrung.»

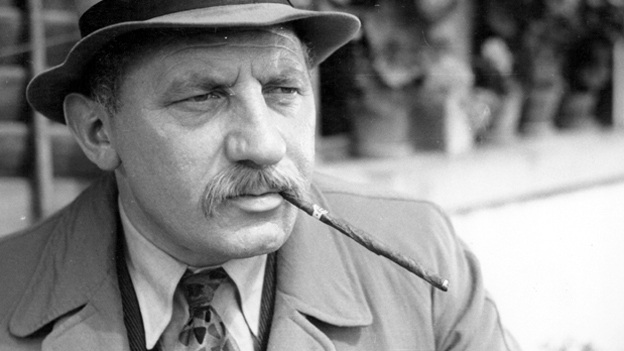
Heinrich Gretlers prägende Darstellung als «Wachtmeister Studer», 1939 / 1946

Die Adaption des Romans gestaltete sich allerdings schwieriger als angenommen. Gloor dazu: «Ich freute mich darauf, aus Der Chinese einen Fernsehfilm zu machen. Doch die Enttäuschung war gross, als ich von der Bavaria Film in München das Drehbuch zugeschickt bekam. Das war kein richtiger Glauser mehr, das ging eher in Richtung Dutzendkrimi. Weg war er, der witzig-listige, gelegentlich auch gallig-ironische Blick von Glauser auf sein Personal und dessen Befindlichkeiten, Eitelkeiten, Hoffnungen Sehnsüchte und Dummheiten. […] Der Drehbuchautor hatte den Chinesen entschlackt, mit deutscher Gründlichkeit. So setzte ich mich selber dran, versuchte, den verloren gegangenen Glauser wieder anzupflanzen, damit die Geschichte wieder riecht, nach Bätziwasser und Brissagos, nicht bloss nach Milch von glücklichen Kühen. Aber das war schwierig. Denn all das kunstvoll verschlungene erzählerische Girlanden- und Efeuwerk, das das Lesevergnügen bei Glauser ausmacht, treiben einem Drehbuchautor, der zu Vereinfachungen, Kürzungen, Weglassungen und Entflechtungen gezwungen ist, den kalten Schweiss auf die Stirn. Glauser, so schien es mir, ist unbestrittener Schweizermeister im zigmal hundert Meter dramaturgischen Fallenstellen. Manchmal frage ich mich, ob der Schriftsteller Glauser etwas gegen Drehbuchautoren und Filmemacher gehabt haben könnte – gewissermassen prophylaktisch.»
Hans Heinz Moser, der schon 1976 in der Verfilmung von «Krock & Co.» in die Rolle des Fahnders schlüpfte, spielte erneut den Wachtmeister. Moser war gezwungen, gegen das Urbild des Studers von Heinrich Gretlers Interpretation der Figur in Wachtmeister Studer (1939) und Matto regiert (1947) anzutreten. Die Neue Zürcher Zeitung schrieb diesbezüglich: «Jenseits jeder Befragung, ob Glauser seinen Wachtmeister wirklich so gemeint hat, war Gretler in dieser Rolle die Wunschgestalt gewesen, die einer breiten Stimmung im Volk der Eidgenossen entgegenkam. […] Moser wollte und konnte – auch und gerade nach dem künstlerischen Willen von Kurt Gloor […] diesen Studer nicht in der von Gretler festgeschraubten sozial stimmigen Art spielen.»

## Theateradaption
Der Chinese wurde im Laufe der Jahre regelmässig von Laientheater-Ensembles aufgeführt. Als sich Glausers Todestag zum 75. Mal jährte, gedachte beispielsweise das «Volkstheater Wädenswil» des Schweizer Krimiautors mit dem Stück «Der Chinese»: Am 7. September 2013 war die Premiere, für die Andri Beyeler die Bühnenfassung schrieb und Jürg Schneckenburger Regie führte. Im April 2014 inszenierte die «Theatergesellschaft Willisau» Simon Ledermanns Adaption im Zeughaus unter der Regie der Theaterpädagogin Christine Faissler.

## Comic

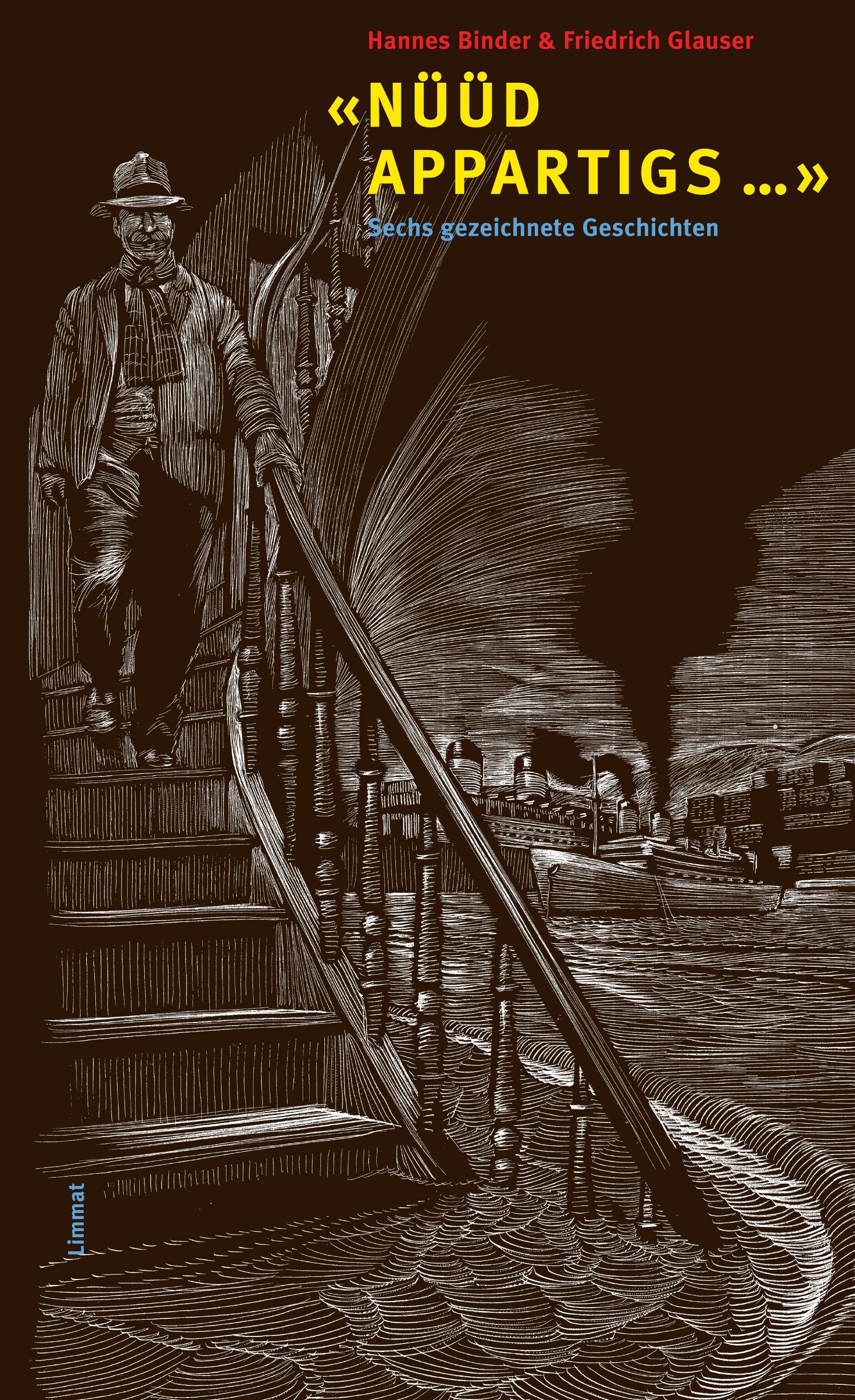
Nüüd Appartigs… (inkl. Krimi-Comic «Der Chinese») von Hannes Binder im Limmat Verlag, 2005

Mitte der 1980er-Jahre erhielt der Grafiker und Illustrator Hannes Binder vom Arche Verlag den Auftrag, die Umschläge für die sechsbändige Taschenbuchausgabe von Glausers Kriminalromane zu gestalten. Daraufhin las Binder Glausers Bücher, wobei ihn vor allem Der Chinese besonders faszinierte. So entstand die Idee, diesen Krimi als Comic zu zeichnen. Binder recherchierte daraufhin im Emmental, indem er Landschaften, Gebäude und Details fotografierte, um optische Vorgaben für Glausers Pfründisberg zu erhalten. Abgesehen von einigen Unterbrüchen beanspruchte die zeichnerische Umsetzung des Romans drei Jahre. Dabei wandte Binder die Schabkartontechnik an: Ein Karton ist mit einer ganz dünnen schwarzen Gipsfarbenschicht belegt, welche mit einem Federmesser weggeschabt wird, so dass eine weisse Linie entsteht.
1988 schliesslich erschien die Graphic Novel Der Chinese. Dazu Binder: «Den Glauser gab es noch nicht im Taschenbuch und das war für mich der erste Versuchsballon, «Der Chinese». Das ist mehr oder weniger gut gelungen, er hat sich sehr gut verkauft, weil es so etwas noch nicht gab im deutschen Sprachraum, eine Literaturadaption.» Wie schon Kurt Gloor bei der Verfilmung des «Chinesen», so hatte aber auch Binder ähnliche Probleme mit der Umsetzung: «Muss man zuviel davon weglassen, so hat man am Schluss nur noch das Gerüst einer wackligen Geschichte und spürt den Glauser nicht mehr.» Dennoch hielt sich Binder in seiner Umsetzung sehr eng an die literarische Vorlage: Nachdem alle wichtigen Figuren vorgestellt worden sind, folgen insgesamt 443 Panel, welche 1:1 Glausers Roman nacherzählen. Binder übernimmt auch dessen Kapitelüberschriften und leitet jeweils mit kurzen Texteinführungen in die gezeichnete Handlung über. Dabei arbeitet er mit filmischen Mitteln wie Totalen, Naheinstellungen und teilweise extremen Blickwinkeln. Weggelassen hat Binder zeichnerisch einzig das Kapitel 9, «Die Geschichte von der Barbara», da diese Episode um das Schicksal von Ludwig Fahrni nicht wesentlich für die Handlung des Krimis ist. Dafür wird der Comic um vier Bilder ergänzt, welche den Vorfall des Typoskript-Verlustes in Sète zeigen.
Rückblickend erklärte Binder 1990 im Nachwort zu «Knarrende Schuhe», dass er nicht absolut zufrieden mit dem Chinesen-Comic sei, weil er vielleicht zu sehr Werkstreue anstrebte, dafür aber, damit die Handlung stehe, viele optische Sachen vernachlässigt habe. Bei seinem nächsten Glauser-Comic, «Krock & Co./Die Speiche» (1990), korrigierte Binder dies, indem er die Umsetzung visueller gestaltete.

## Hörbücher
- Der Chinese. Christoph Merian Verlag, Basel 2007, ISBN 978-3-85616-308-2.

## Dokumentarfilme
- 1975: Felice Antonio Vitali: Betrifft Friedrich Glauser – Eine Ermittlung.
- 2011: Christoph Kühn (Regie): Glauser – Das bewegte Leben eines grossen Schriftstellers. Mit Berthe Bendel, Max Müller, Martin Borner, Hardy Ruoss, Hansjörg Schneider, Frank Göhre, Illustrationen von Hannes Binder. DVD. Limmat, Zürich 2013, ISBN 978-3-85791-701-1.[51]

## Literatur

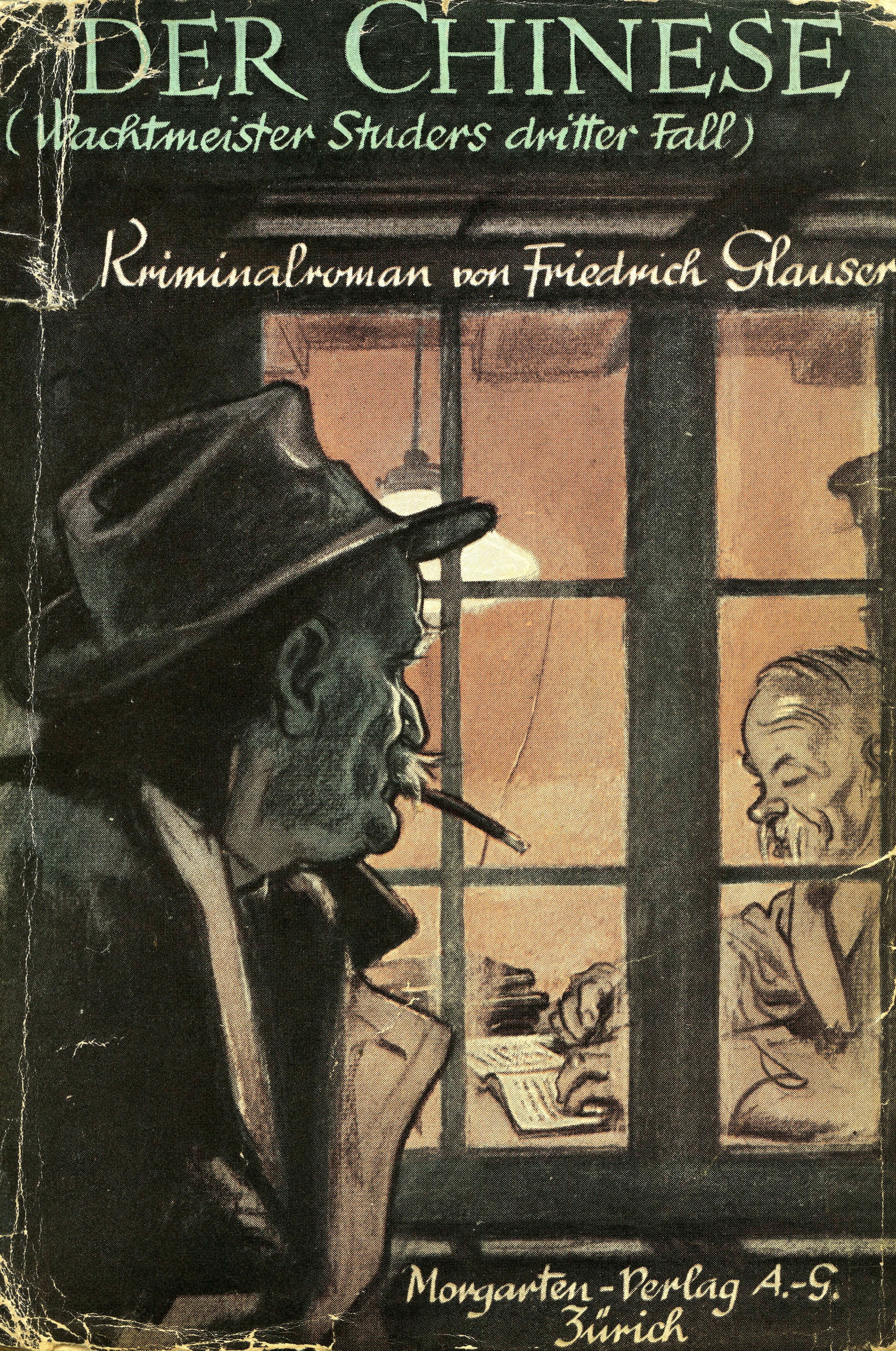
Der Chinese in der Buchausgabe des Morgarten-Verlags, Zürich 1939